# Coupe du monde de rugby à XIII 2013
Navigation
Édition précédente Édition suivante
La Coupe du monde de rugby à XIII 2013, quatorzième édition de la Coupe du monde de rugby à XIII, se déroule du 26 octobre 2013 au 30 novembre 2013 et se partage entre l'Angleterre, la France, l'Irlande et le Pays de Galles. Son annonce est faite par la fédération internationale en juillet 2009. Prévue initialement en 2012, il est finalement décidé de décaler la compétition d'une année en raison de l'organisation des Jeux olympiques de 2012 à Londres. Il est aussi décidé que les éditions suivantes se dérouleront sur un cycle quadriennal.
L'Australie prend sa revanche de l'édition 2008 en prenant le meilleur en finale sur la Nouvelle-Zélande et en survolant le tournoi en restant invaincue. La Nouvelle-Zélande dispute sa troisième finale d'affilée après avoir remporté un match à la dernière minute contre le pays hôte l'Angleterre en demi-finale. Enfin, les Fidji rééditent leur performance de 2008 en atteignant de nouveau les demi-finales. L'édition est marquée par un succès populaire avec une affluence cumulée de 458 503 spectateurs, soit une moyenne de 16 375 spectateurs par match.

## Préparation de l'événement

### Choix du projet

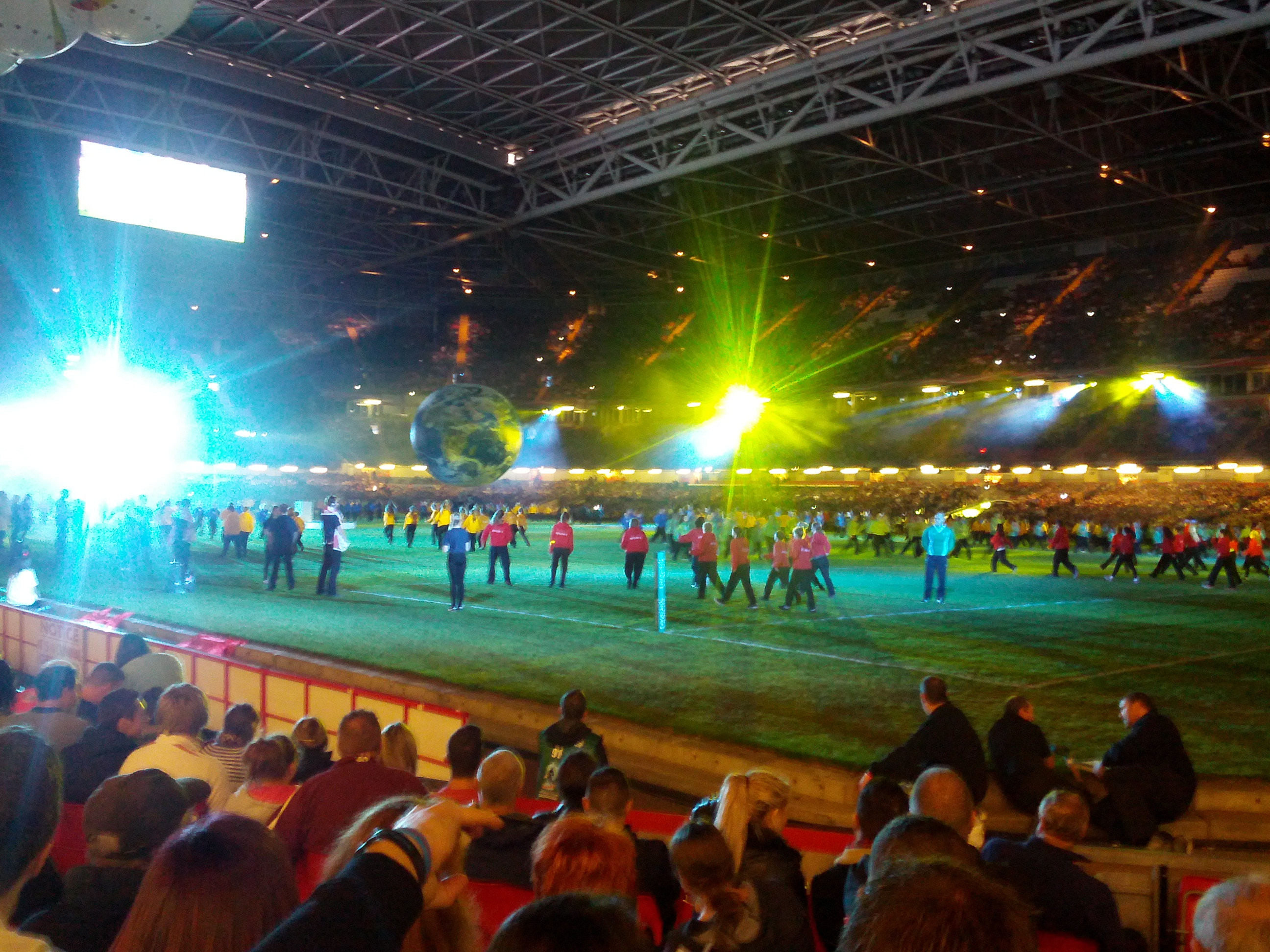
Cérémonie d'ouverture à Cardiff.

Malgré l'intérêt formulé du Royaume-Uni, l'Australie a annoncé son intention de monter un projet de candidature à la Coupe du monde 2013 malgré la tenue de la précédente édition en 2008 chez elle. Ce projet fait suite au succès de l'édition 2008 mais le Royaume-Uni (Angleterre et pays de Galles) est désigné fin juillet 2009 par la fédération internationale en tant que double pays hôte de l'édition 2013. Elle suit la volonté du Royaume-Uni d'accueillir lors de la décennie 2010 plusieurs événements sportifs : la Ryder Cup 2010 et 2014, les Championnats du monde de crosse au champ 2010, les Masters de tennis masculin 2010, 2011, 2012 à Londres, la finale de la Ligue des champions de l'UEFA en 2011, l'attribution des Jeux olympiques de 2012 à Londres, les Jeux du Commonwealth en 2014, la Coupe du monde de rugby à XV en 2015 ou encore la Coupe du monde de cricket en 2019. Cette décennie est appelée par les médias britanniques la « Golden Decade ». Le Royaume-Uni avait organisé auparavant la Coupe du monde à XIII 2000.

### Villes et stades
Les 28 matchs de la compétition, se jouent sur 21 stades différents. La répartition selon les quatre nations hôtes est la suivante : vingt matchs sur quinze stades en Angleterre, cinq matchs sur trois stades au pays de Galles, deux matchs dans deux stades en France et un match en Irlande.
| Cardiff              | Limerick                | Hull              | Huddersfield         | Leeds                    | Avignon              |
| -------------------- | ----------------------- | ----------------- | -------------------- | ------------------------ | -------------------- |
| Millennium Stadium   | Thomond Park            | KC Stadium        | John Smith's Stadium | Headingley Rugby Stadium | Parc des Sports      |
| Capacité : 74 500    | Capacité : 26 500       | Capacité : 25 586 | Capacité : 24 500    | Capacité : 21 062        | Capacité : 18 000    |
|                      | [ 2 ]                   |                   |                      |                          |                      |
| St Helens            | Warrington              | Halifax           | Perpignan            | Bristol                  | Salford              |
| Langtree Park        | Halliwell Jones Stadium | The Shay          | Stade Gilbert-Brutus | Memorial Stadium         | Salford City Stadium |
| Capacité : 18 000    | Capacité : 15 200       | Capacité : 14 061 | Capacité : 13 000    | Capacité : 12 100        | Capacité : 12 000    |
|                      |                         |                   |                      |                          |                      |
| Leigh                | Wrexham                 | Rochdale          | Hull                 | Workington               | Neath                |
| Leigh Sports Village | Racecourse Ground       | Spotland Stadium  | Craven Park          | Derwent Park             | The Gnoll            |
| Capacité : 11 000    | Capacité : 10 500       | Capacité : 10 249 | Capacité : 10 000    | Capacité : 10 000        | Capacité : 5 000     |
|                      |                         |                   |                      |                          |                      |
| Londres              | Manchester              | Wigan             |                      |                          |                      |
| Wembley              | Old Trafford            | DW Stadium        |                      |                          |                      |
| Capacité: 90,000     | Capacité: 76,212        | Capacité: 25133   |                      |                          |                      |
|                      |                         |                   |                      |                          |                      |

## Acteurs de la Coupe du monde

### Équipes qualifiées
Quatorze équipes participent à la compétition. Cinq pays en Europe et sept équipes de l'Océanie sont qualifiés d'office. Une phase de qualification est organisée pour déterminer les deux dernières nations qualifiées réparties en deux zones distinctes : une zone Europe dont l'Italie sort victorieuse, et une zone Atlantique dont les États-Unis sortent vainqueurs. Ces deux nations participent pour la première fois à une Coupe du monde.
| Europe (5)                                                | Océanie (7)                                                                                    | Amériques(2)          |
| --------------------------------------------------------- | ---------------------------------------------------------------------------------------------- | --------------------- |
| - Angleterre - France - Irlande - pays de Galles - Écosse | - Australie - Nouvelle-Zélande - Îles Cook - Fidji - Samoa - Papouasie-Nouvelle-Guinée - Tonga | - États-Unis - Italie |

### Joueurs
La majorité des joueurs évoluent dans des franchises disputant soit la National Rugby League (championnat fermé australien et néo-zélandais) soit la Super League (championnat fermé anglo-français). En effet, les compositions des sélections australienne, néo-zélandaise et anglaise sont toutes issues de ces deux championnats. Les autres nations comptent majoritairement de nombreux éléments de ces deux championnats à l'image de la France, des Fidji, de l'Irlande, des Samoa, de l'Écosse, des Tonga, de l'Italie, des Îles Cook, des États-Unis et des Pays-Bas. La seule exception revenant à la Papouasie-Nouvelle-Guinée où dix-sept joueurs sur les vingt-quatre sélectionnés évoluent dans leur championnat national.

### Arbitres
Les arbitres de cette Coupe du monde proviennent de quatre nations : Angleterre, Australie, France et Nouvelle-Zélande :
| Angleterre | Australie                                                  | France                           | Nouvelle-Zélande                  |
| --- | ---------------------------------------------------------- | -------------------------------- | --------------------------------- |
| - Phil Bentham - Richard Silverwood - Ben Thaler - James Child - Joe Cobb - Mark Craven - Robert Hicks - Chris Leatherbarrow - Tony Martin - Tim Roby - Clint Sharrad - George Stokes - Matt Thomason - Warren Turley | - Ben Cummins - Shayne Hayne - Ashley Klein - Grant Atkins | - Thierry Alibert - Jose Pereira | - Henry Perenara - Jamal Thompson |

## Déroulement de la compétition
Elle se déroule en deux phases : une phase de qualification par poules et une phase à élimination directe. Pendant la première phase, chaque équipe affronte une fois les adversaires de sa poule. À l’issue de cette phase, les trois premiers des poules A et B sont qualifiés pour la phase à élimination directe, et seuls les premiers des groupes C et D sont qualifiés pour la phase à élimination directe (voir tableaux ci-dessous).

### 1erTour

#### Groupe A
| Groupe A |            |   |   |   |   |     |     |     |
|          | Équipe     | J | V | N | D | PP  | PC  | Pts |
| 1        | Australie  | 3 | 3 | 0 | 0 | 122 | 22  | 6   |
| 1        | Angleterre | 3 | 2 | 0 | 1 | 96  | 40  | 4   |
| 3        | Fidji      | 3 | 1 | 0 | 2 | 46  | 82  | 2   |
| 4        | Irlande    | 3 | 0 | 0 | 3 | 14  | 124 | 0   |

| 26 octobre | Angleterre | 20 - 28 | Australie | Millennium Stadium, Cardiff        |
| 28 octobre | Fidji      | 32 - 14 | Irlande   | Spotland Stadium, Rochdale         |
| 2 novembre | Angleterre | 42 - 0  | Irlande   | The Galpharm Stadium, Huddersfield |
| 2 novembre | Australie  | 34 - 2  | Fidji     | Langtree Park, Saint Helens        |
| 9 novembre | Angleterre | 34 - 12 | Fidji     | KC Stadium, Kingston-upon-Hull     |
| 9 novembre | Australie  | 50 - 0  | Irlande   | Thomond Park Stadium, Limerick     |

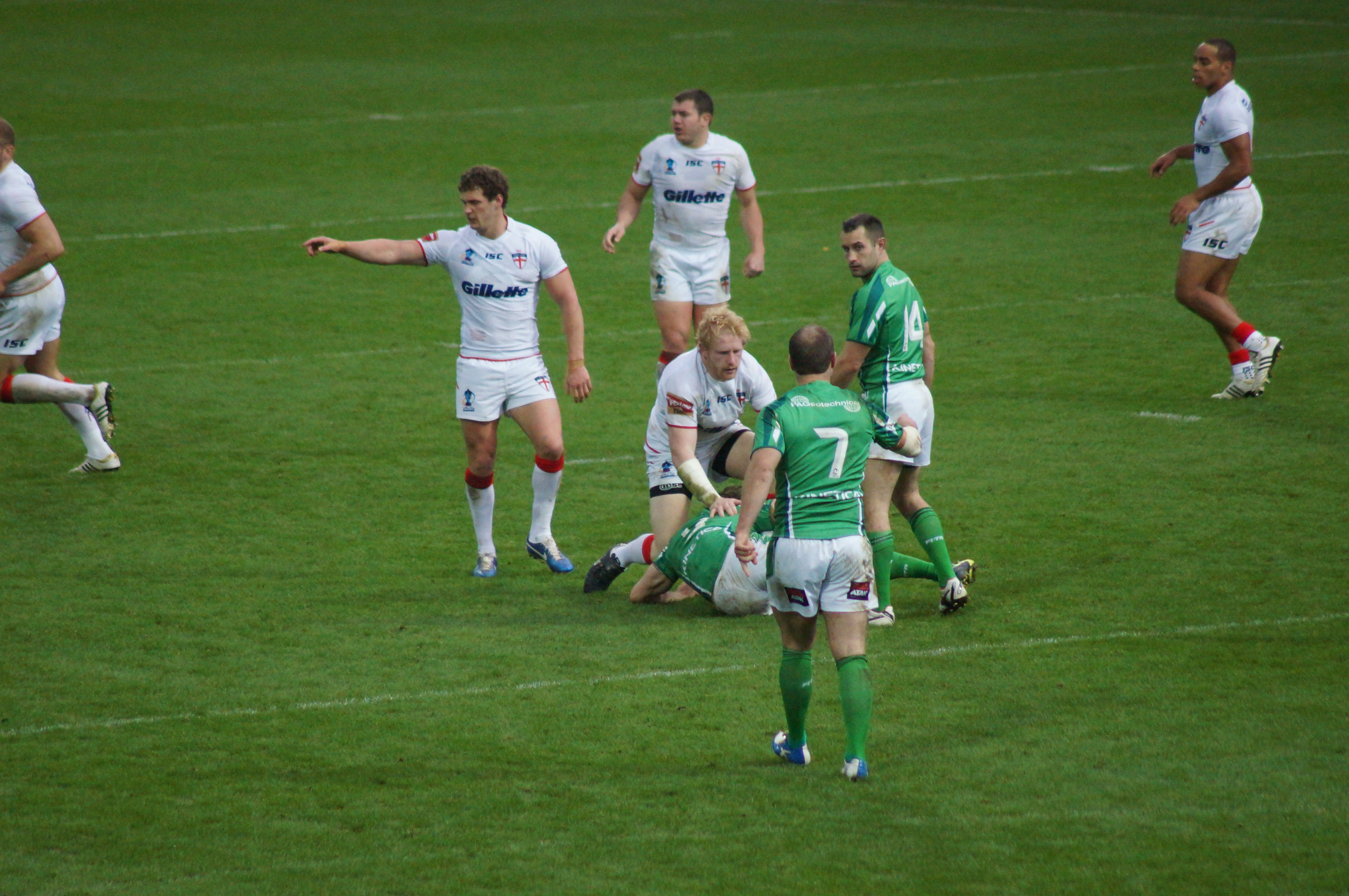
Opposition entre l'Angleterre et l'Irlande.

Le match d'ouverture oppose l'Angleterre, pays hôte, à l'Australie, grand favori de cette édition. Les Australiens emmenés par Johnathan Thurston ne ratent pas leur entrée en s'imposant 28 à 20. Dans l'autre opposition entre les deux nations non favorites de ce groupe, les Fidjiens emmenés par Kevin Naiqama prennent l'ascendant 32 à 14 sur l'Irlande et se placent idéalement pour une qualification pour les quarts de finale.
Lors de la deuxième journée, l'Angleterre écrase l'Irlande 42 à rien qu'elle dans une partie dominée de la première à la dernière minute. De son côté, l'Australie acquiert une victoire confortable contre les Fidji 32 à 4. Les deux grandes nations du XIII sont qualifiées pour les quarts de finale avant leur dernier match de phase de poule.
Lors de la dernière journée, l'opposition entre l'Angleterre et les îles Fidji revêt d'une importance dans l'optique des quarts de finale. L'Angleterre n'a qu'un léger avantage (14-8) à la mi-temps avant de dominer la seconde période pour s'imposer 34 à 12. Elle termine deuxième de la poule et les Fidji troisièmes. Enfin, l'Australie n'a laissé aucune chance à l'Irlande battue 50 à rien dans un match à sens unique, c'est l'élimination pour cette dernière.

#### Groupe B
| Groupe B |                      |   |   |   |   |     |     |     |
|          | Équipe               | J | V | N | D | PP  | PC  | Pts |
| 1        | Nlle-Zélande         | 3 | 3 | 0 | 0 | 146 | 34  | 6   |
| 2        | Samoa                | 3 | 2 | 0 | 1 | 84  | 52  | 4   |
| 3        | France               | 3 | 1 | 0 | 2 | 15  | 78  | 2   |
| 4        | Papouas.-Nlle-Guinée | 3 | 0 | 0 | 3 | 22  | 103 | 0   |

| 27 octobre   | Nlle-Zélande         | 42 - 24 | Samoa                | Halliwell Jones Stadium, Warrington |
| 27 octobre   | Papouas.-Nlle-Guinée | 8 - 9   | France               | New Craven Park, Kingston-upon-Hull |
| 1er novembre | France               | 0 - 48  | Nlle-Zélande         | Parc des Sports, Avignon            |
| 4 novembre   | Papouas.-Nlle-Guinée | 4 - 38  | Samoa                | New Craven Park, Kingston-upon-Hull |
| 8 novembre   | Nlle-Zélande         | 56 - 10 | Papouas.-Nlle-Guinée | Headingley Rugby Stadium, Leeds     |
| 11 novembre  | France               | 6 - 22  | Samoa                | Stade Gilbert-Brutus, Perpignan     |

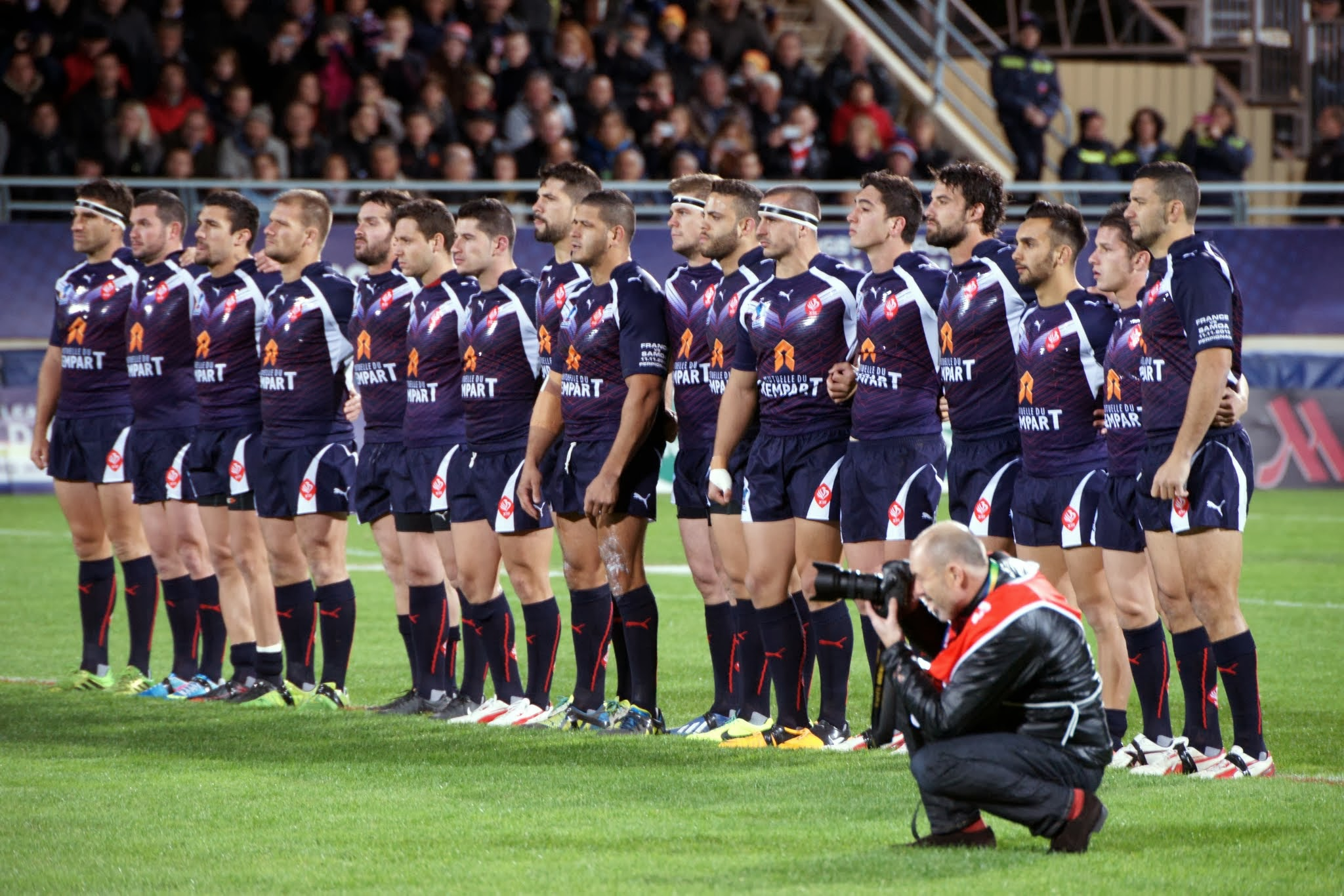
Équipe de France avant le match contre les Samoa.

Pour son premier match, la France bat dans une rencontre aux conditions météorologiques difficiles la Papouasie-Nouvelle-Guinée d'un drop de William Barthau (9-8) et prend une option pour les quarts de finale. De son côté, la Nouvelle-Zélande, tenante du titre, impressionne en s'imposant 42 à 24 contre les Samoa.
Lors de la deuxième journée, malgré une affluence record à Avignon (près de 20 000 spectateurs), la France est battue par une Nouvelle-Zélande jouant à la perfection et un Shaun Johnson des grands soirs (0-48). De son côté, les Samoa prennent le dessus sur la Papouasie-Nouvelle-Guinée 38 à 4, leur permettant de se qualifier avec la France pour les quarts de finale.
Enfin, lors de la dernière journée, la Nouvelle-Zélande confirme son statut devant la Papouasie-Nouvelle-Guinée avec une nouvelle démonstration 56 à 10. Concernant la seconde place, les Samoa s'imposent 22 à 6 contre la France à Perpignan.

#### Groupes C et D

##### Groupe C
| Groupe C |        |   |   |   |   |    |    |     |
|          | Équipe | J | V | N | D | PP | PC | Pts |
| 1        | Écosse | 3 | 2 | 1 | 0 | 78 | 62 | 5   |
| 2        | Tonga  | 3 | 2 | 0 | 1 | 62 | 42 | 4   |
| 3        | Italie | 3 | 1 | 1 | 1 | 62 | 62 | 3   |

| 29 octobre  | Écosse | 26 - 24 | Tonga  | Derwent Park, Workington |
| 3 novembre  | Italie | 30 - 30 | Écosse | Derwent Park, Workington |
| 10 novembre | Tonga  | 16 - 0  | Italie | The Shay, Halifax        |

##### Groupe D
| Groupe D |                |   |   |   |   |    |    |     |
|          | Équipe         | J | V | N | D | PP | PC | Pts |
| 1        | États-Unis     | 3 | 2 | 0 | 1 | 64 | 58 | 4   |
| 2        | Îles Cook      | 3 | 1 | 0 | 2 | 64 | 78 | 2   |
| 3        | Pays de Galles | 3 | 0 | 0 | 3 | 56 | 84 | 0   |

| 30 octobre  | Îles Cook      | 20 - 32 | États-Unis | The Gnoll, Neath           |
| 3 novembre  | Pays de Galles | 16 - 24 | États-Unis | Racecourse Ground, Wrexham |
| 10 novembre | Pays de Galles | 24 - 28 | Îles Cook  | Memorial Stadium, Bristol  |

##### Matches inter-groupes C et D
Les équipes des groupes C et D jouent un match supplémentaire avec une équipe de l'autre groupe : Écosse - États-Unis, Tonga - îles Cook et pays de Galles - Italie.
| 26 octobre | Pays de Galles | 16 - 32 | Italie     | Millennium Stadium, Cardiff              |
| 5 novembre | Tonga          | 22 - 16 | Îles Cook  | Leigh Sports Village, Leigh              |
| 7 novembre | Écosse         | 22 - 8  | États-Unis | Salford City Stadium, Barton-upon-Irwell |

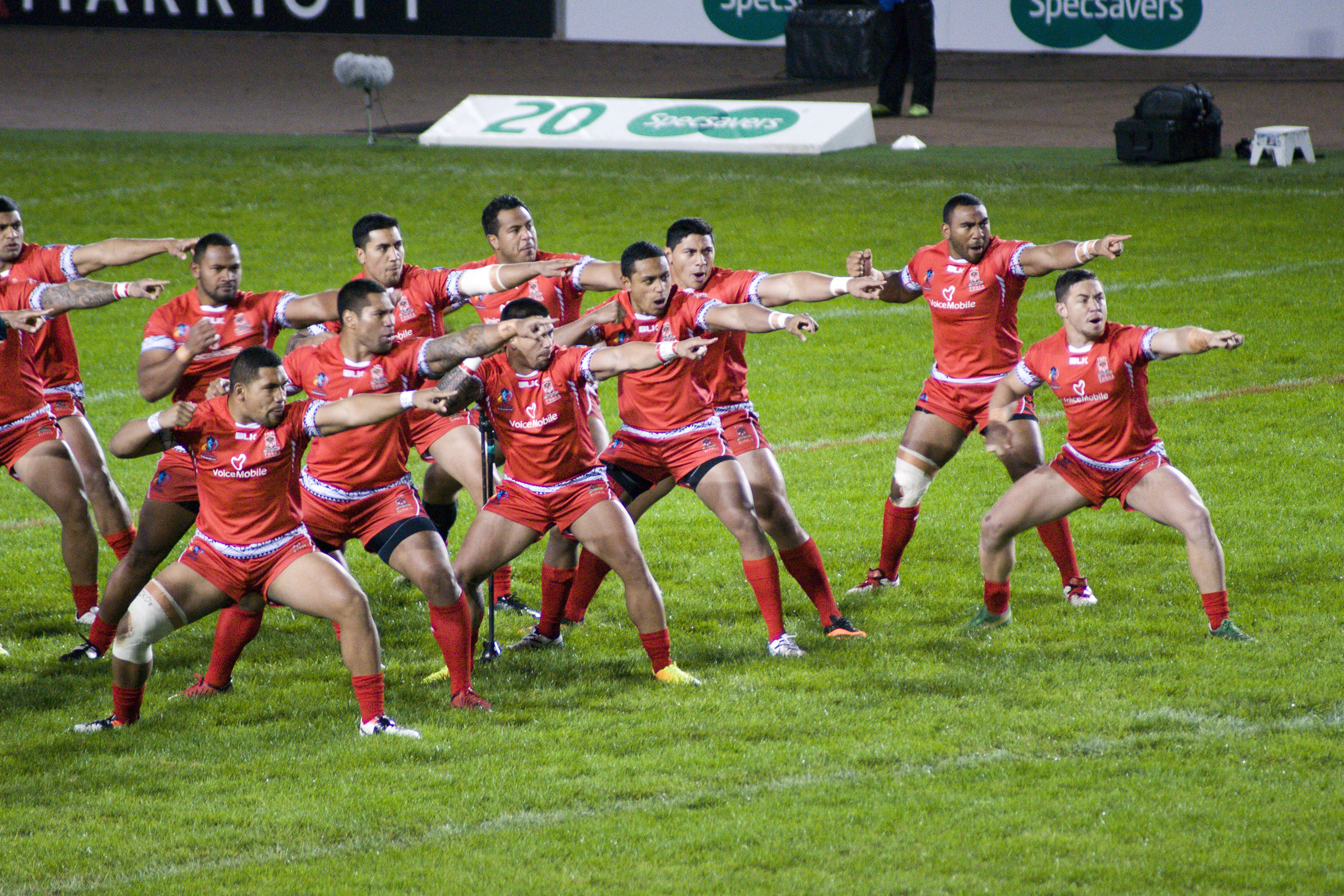
Sipi tau des Tonga.

Les groupes C & D sont composées de trois équipes chacun. Chacune dispute un match supplémentaire contre un adversaire de l'autre groupe pour déterminer le qualifié en quarts de finale.
Lors du premier jour, l'Italie crée la première grande surprise de ce tournoi en s'imposant 32 à 16 contre le pays de Galles à Cardiff. Entre les Tonga et l'Écosse, ce match âprement disputé accouche d'un vainqueur écossais par une petite marge (26-24). La deuxième sensation vient de la victoire des États-Unis sur les Îles Cook (32-20), il s'agit de leur première victoire en Coupe du monde.
Quatre jours plus tard, les États-Unis continuent sur leur lancée et s'imposent contre le pays de Galles 24 à 16 et peuvent alors prétendre à une place en quarts de finale, alors que les Gallois sont éliminés. Dans le groupe C, l'opposition entre l'Italie et l'Écosse se conclut sur un match nul 30 partout ; ces équipes restent à égalité avant un dernier match décisif pour une qualification en quarts de finale.

### Phase à élimination directe
|  | Quarts de finale                                  | Quarts de finale                       |                  |    | Demi-finales                           | Demi-finales                           |  |  | Finale                                 | Finale                                 |
|  | Quarts de finale                                  | Quarts de finale                       |                  |    | Demi-finales                           | Demi-finales                           |  |  | Finale                                 | Finale                                 |
|  |                                                   |                                        |                  |    |                                        |                                        |  |  |                                        |                                        |
|  | DW Stadium, Wigan le 16/11/2013                   | DW Stadium, Wigan le 16/11/2013        |                  |    | Wembley Stadium, Londres le 23/11/2013 | Wembley Stadium, Londres le 23/11/2013 |  |  | Old Trafford, Manchester le 30/11/2013 | Old Trafford, Manchester le 30/11/2013 |
|  | DW Stadium, Wigan le 16/11/2013                   | DW Stadium, Wigan le 16/11/2013        |                  |    | Wembley Stadium, Londres le 23/11/2013 | Wembley Stadium, Londres le 23/11/2013 |  |  | Old Trafford, Manchester le 30/11/2013 | Old Trafford, Manchester le 30/11/2013 |
|  | Angleterre                                        | 34                                     |                  |    | Wembley Stadium, Londres le 23/11/2013 | Wembley Stadium, Londres le 23/11/2013 |  |  | Old Trafford, Manchester le 30/11/2013 | Old Trafford, Manchester le 30/11/2013 |
|  | Angleterre                                        | 34                                     |                  |    | Wembley Stadium, Londres le 23/11/2013 | Wembley Stadium, Londres le 23/11/2013 |  |  | Old Trafford, Manchester le 30/11/2013 | Old Trafford, Manchester le 30/11/2013 |
|  | France                                            | 6                                      |                  |    | Wembley Stadium, Londres le 23/11/2013 | Wembley Stadium, Londres le 23/11/2013 |  |  | Old Trafford, Manchester le 30/11/2013 | Old Trafford, Manchester le 30/11/2013 |
|  | France                                            | 6                                      | Angleterre       | 18 |                                        |                                        |  |  | Old Trafford, Manchester le 30/11/2013 | Old Trafford, Manchester le 30/11/2013 |
|  | Headingley Rugby Stadium, Leeds le 15/11/2013     |                                        | Angleterre       | 18 |                                        |                                        |  |  | Old Trafford, Manchester le 30/11/2013 | Old Trafford, Manchester le 30/11/2013 |
|  |                                                   | Nouvelle-Zélande                       | 20               |    |                                        |                                        |  |  | Old Trafford, Manchester le 30/11/2013 | Old Trafford, Manchester le 30/11/2013 |
|  | Nouvelle-Zélande                                  | Nouvelle-Zélande                       | 20               | 40 |                                        |                                        |  |  | Old Trafford, Manchester le 30/11/2013 | Old Trafford, Manchester le 30/11/2013 |
|  | Nouvelle-Zélande                                  |                                        |                  | 40 |                                        |                                        |  |  | Old Trafford, Manchester le 30/11/2013 | Old Trafford, Manchester le 30/11/2013 |
|  | Écosse                                            | 4                                      |                  |    |                                        |                                        |  |  | Old Trafford, Manchester le 30/11/2013 | Old Trafford, Manchester le 30/11/2013 |
|  | Écosse                                            | 4                                      | Nouvelle-Zélande | 2  |                                        |                                        |  |  |                                        |                                        |
|  | Racecourse Ground, Wrexham le 16/11/2013          |                                        | Nouvelle-Zélande | 2  |                                        |                                        |  |  |                                        |                                        |
|  |                                                   | Australie                              | 34               |    |                                        |                                        |  |  |                                        |                                        |
|  | Australie                                         | Australie                              | 34               | 62 |                                        |                                        |  |  |                                        |                                        |
|  | Australie                                         | Wembley Stadium, Londres le 23/11/2013 |                  | 62 |                                        |                                        |  |  |                                        |                                        |
|  | États-Unis                                        | 0                                      |                  |    |                                        |                                        |  |  |                                        |                                        |
|  | États-Unis                                        | 0                                      | Australie        | 64 |                                        |                                        |  |  |                                        |                                        |
|  | Halliwell Jones Stadium, Warrington le 17/11/2013 |                                        | Australie        | 64 |                                        |                                        |  |  |                                        |                                        |
|  |                                                   | Fidji                                  | 0                |    |                                        |                                        |  |  |                                        |                                        |
|  | Samoa                                             | Fidji                                  | 0                | 4  |                                        |                                        |  |  |                                        |                                        |
|  | Samoa                                             |                                        |                  | 4  |                                        |                                        |  |  |                                        |                                        |
|  | Fidji                                             | 22                                     |                  |    |                                        |                                        |  |  |                                        |                                        |
|  | Fidji                                             | 22                                     |                  |    |                                        |                                        |  |  |                                        |                                        |

#### Quarts de finale

##### Nouvelle-Zélande - Écosse
(mt : 26 - 0)
Homme du match :  Roger Tuivasa-Sheck
Points marqués :

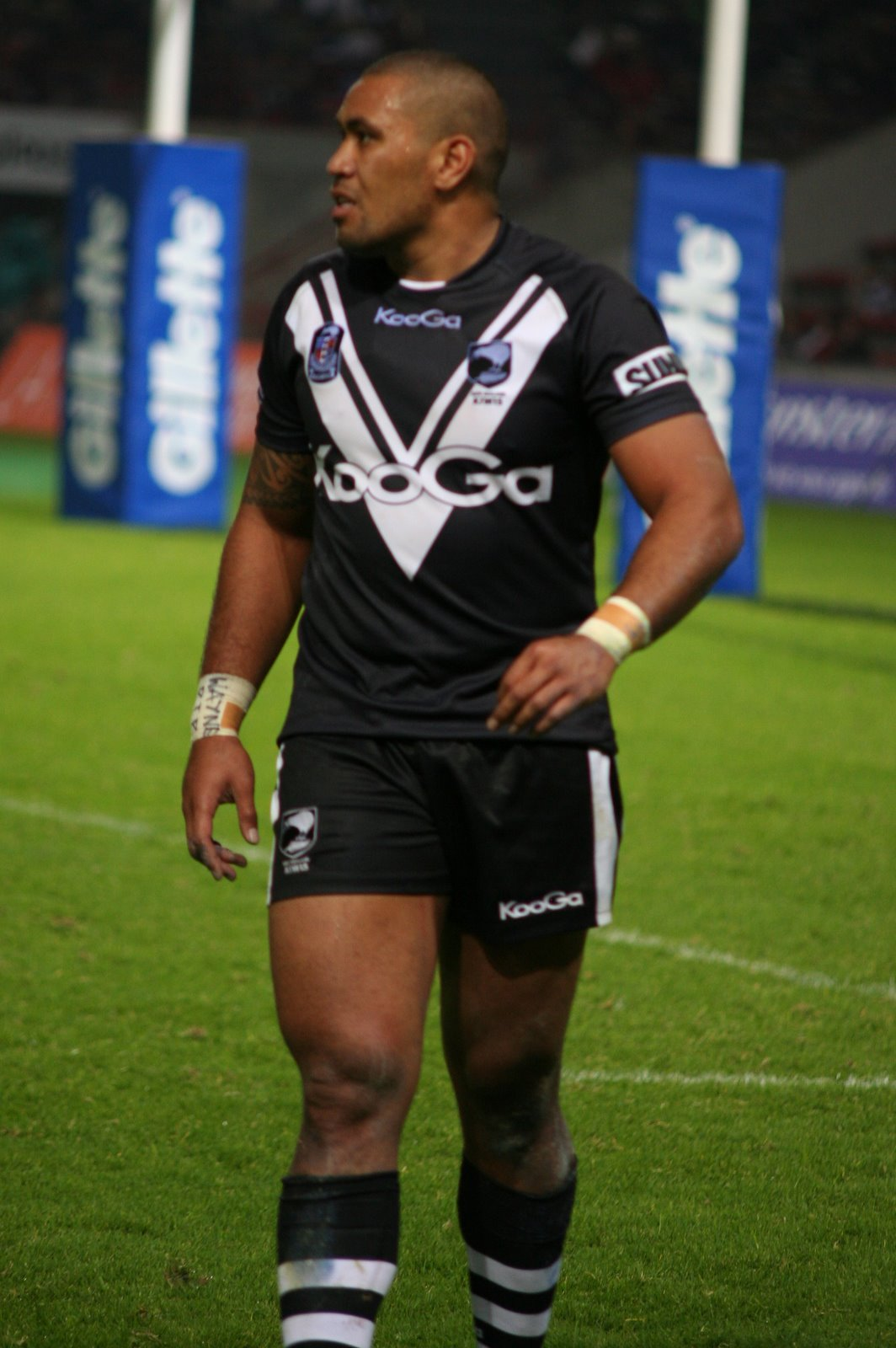
Frank Pritchard est auteur d'un essai dans ce match.

- Nouvelle-Zélande : 8 essais de Goodwin (8e, 71e), Bromwich (15e), Tuivasa-Sheck (20e, 50e), Pritchard (27e), Johnson (30e), Vatuvei (58e) ; 4 transformations de Johnson (15e, 27e, 31e, 50e)
- Écosse : 1 essai de Hurst (67e)

Évolution du score : 4-0, 10-0, 14-0, 20-0, 26-0, 32-0, 36-0, 36-4, 40-4
Arbitre :  Ben Cummins
Rapidement la Nouvelle-Zélande, grande favorite, prend la mesure des Écossais en imposant leur rythme d'entrée. Dépassés, les Écossais encaissent au cours de la première période cinq essais pour se retrouver menés 26 à rien à la mi-temps. Les cinq essais néo-zélandais sont inscrits par Goodwin, Bromwich, Tuivasa-Sheck et Johnson. Malgré des intentions nouvelles en seconde période, les Écossais encaissent deux nouveaux essais de Tuivasa-Sheck et Vatuvei. Menant alors 36 à 0, les Kiwis baissent de régime, l'Écosse en profite et inscrit son seul essai du match par l'intermédiaire d'Hurst sur une passe de Brough réjouissant les spectateurs. En fin de match, les Néo-Zélandais inscrivent un dernier essai par Goodwin pour l'emporter 40 à 4, le botteur des Kiwis Johnson ne fut pas vraiment en réussite avec seulement quatre transformations sur huit tentatives.

##### Australie - États-Unis
(mt : 38 - 0)
Homme du match :  Brett Morris
Points marqués :

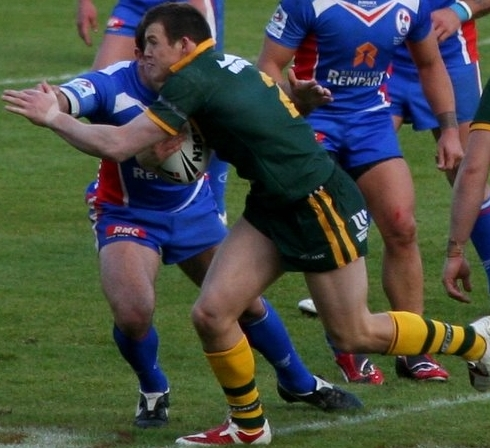
Brett Morris, auteur de quatre essais et homme du match.

- Australie : 12 essais de Hayne (3e, 57e, 70e, 79e), Inglis (11e, 50e), Morris (21e, 26e, 35e, 39e), Smith (23e), Cronk (28e); 7 transformations de Thurston (11e, 23e, 28e, 50e, 57e, 70e, 79e)
- États-Unis :

Évolution du score : 4-0, 10-0, 14-0, 20-0, 24-0, 30-0, 34-0, 38-0, 44-0, 50-0, 56-0, 62-0
Arbitre :  Henry Perenara
Dans le deuxième quart de finale, l'Australie poursuit sa marche en avant vers la finale. Sortie premiers de leur groupe, les États-Unis n'étaient pas attendus à ce stade de la compétition. Très vite, les coéquipiers de Cameron Smith prennent la mesure de leur adversaire. Le sélectionneur australien Tim Sheens aligne son équipe type et ne ménage pas sa sélection. Deux Australiens, Hayne et Morris, réalisent le quadruplé au cours de ce match à sens unique. Avec huit essais en première mi-temps (38-0), les Australiens ont poursuivi leurs efforts en seconde période avec quatre nouveaux essais. Il s'agit du troisième match d'affilée pour l'Australie sans encaisser un seul essai depuis le match d'ouverture contre l'Angleterre. Les Américains ont un moment pensé marquer un essai mais celui-ci fut annulé par l'arbitrage vidéo.

##### Angleterre - France
(mt : 22 - 6)
Homme du match :  Sam Tomkins
Points marqués :

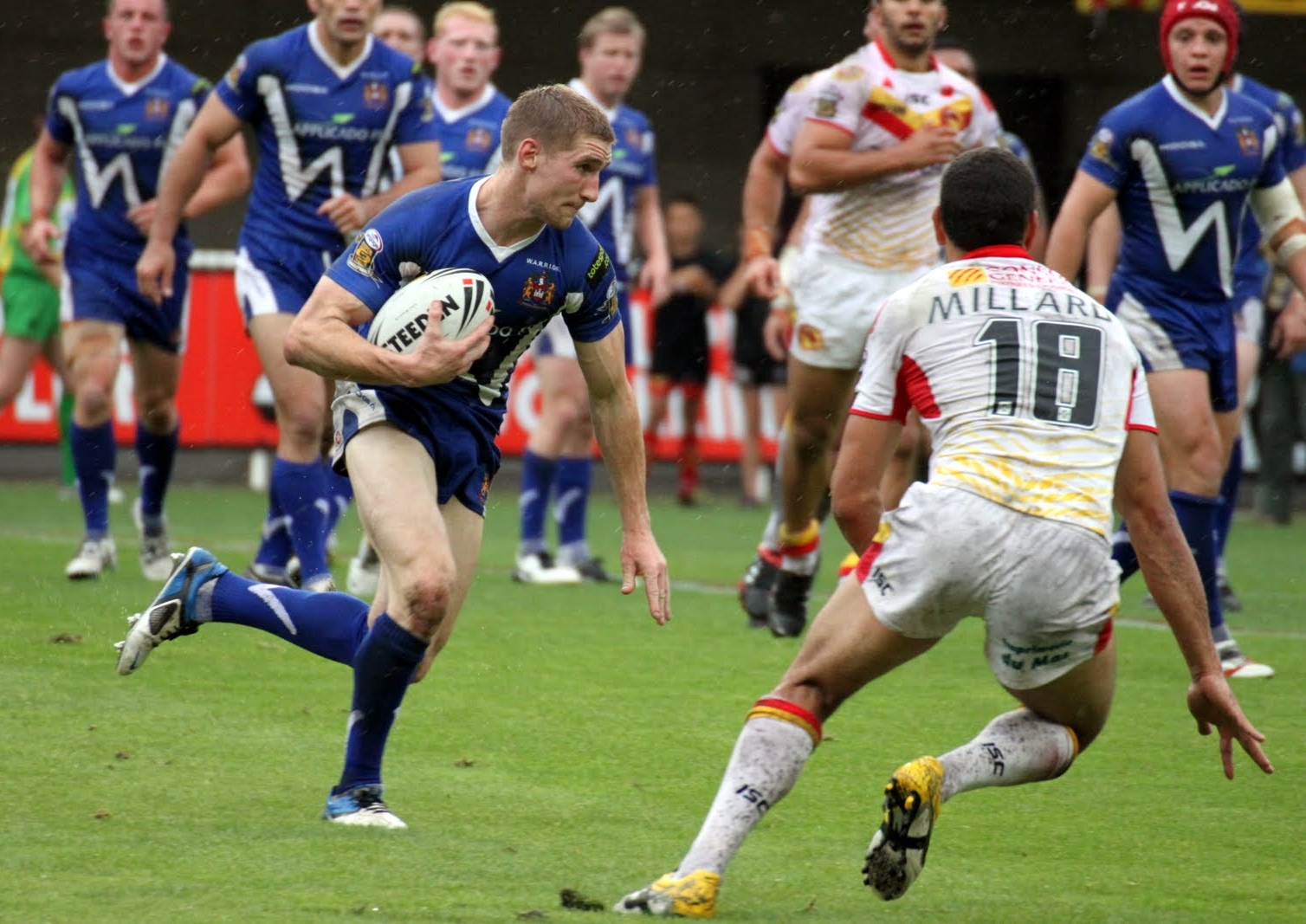
Pour son dernier match dans le stade de Wigan, Sam Tomkins est élu homme du match.

- Angleterre : 6 essais de Charnley (8e, 24e), Hall (17e, 27e), O'Loughlin (46e), Ferres (77e); 5 transformations de Sinfield (8e, 17e, 24e, 27e, 46e, 77e)
- France : 1 essai de Duport (5e); 1 transformation de Bosc (5e)

Évolution du score : 0-6, 6-6, 12-6, 16-6, 22-6, 28-6, 34-6
Arbitre :  Ashley Klein
Pour le dernier match de Sam Tomkins dans l'antre des Wigan Warriors avant de rejoindre la National Rugby League, l'Angleterre affronte en tant que favorite la France, cette dernière n'ayant plus battu son adversaire depuis le 7 avril 1990. Pourtant le début de match est à l'avantage des Français puisqu'ils marquent les premiers grâce à Vincent Duport à la 6e minute. Mais dans le même temps, Kane Bentley et Duport se blessent dans les dix premières minutes. Les Anglais font alors la différence par les ailes en inscrivant quatre essais en première période par l'intermédiaire de Josh Charnley et Ryan Hall. Malgré plusieurs temps forts, la France reste trop imprécise et ne parvient pas à marquer de nouveau. Au retour des vestiaires, l'Angleterre enfonce le clou par Sean O'Loughlin puis en fin de match Brett Ferres clôt le score 34 à 6 à l'avantage du pays hôte.

##### Samoa - Fidji
(mt : 0 - 14)
Homme du match :  Aaron Groom
Points marqués :

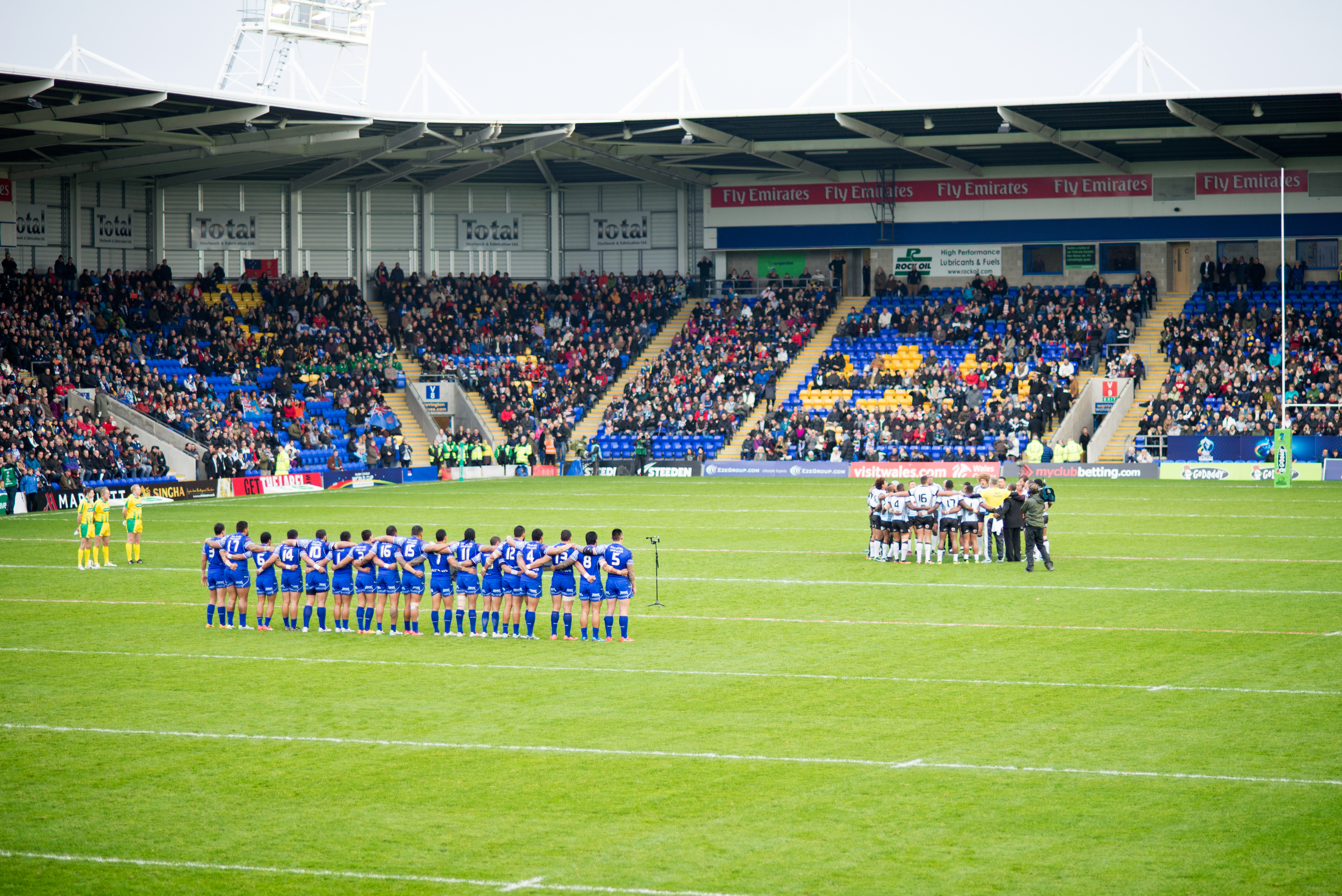
Les deux équipes sur le terrain avant le coup d'envoi.

- Samoa: 1 essai de Winterstein (58e)
- Fidji: 3 essais de Groom (4e), Naiqama (33e), Roqica (78e); 3 transformation de Naiqama (4e, 33e, 78e); 2 pénalités de Naiqama (10e, 70e)

Évolution du score : 0-6, 0-8, 0-14, 4-14, 4-16, 4-22
Arbitre :  Richard Silverwood
Dans le duel des îles du Pacifique, les Fidji prennent l'ascendant sur leur adversaire 22 à 4 et joueront la demi-finale contre l'Australie. Dominant la première mi-temps, les Fidji arrivent à la pause avec un avantage de 14 à rien en inscrivant deux essais par Aaron Groom et Wes Naiqama. Malgré des occasions, les Samoans ne sont jamais parvenus à franchir la ligne d'en-but au premier acte. C'est en seconde période que les Samoa marquent enfin leur premier essai par Antonio Winterstein. La fin de match est plutôt houleuse, toutefois les Fidjiens restent en place et accentuent leur avance par une pénalité de Naiqama puis un essai de Vitale Junior Roqica.

#### Demi-finales

##### Nouvelle-Zélande - Angleterre
(mt : 8 - 8)
Homme du match :  Sam Burgess
Points marqués :

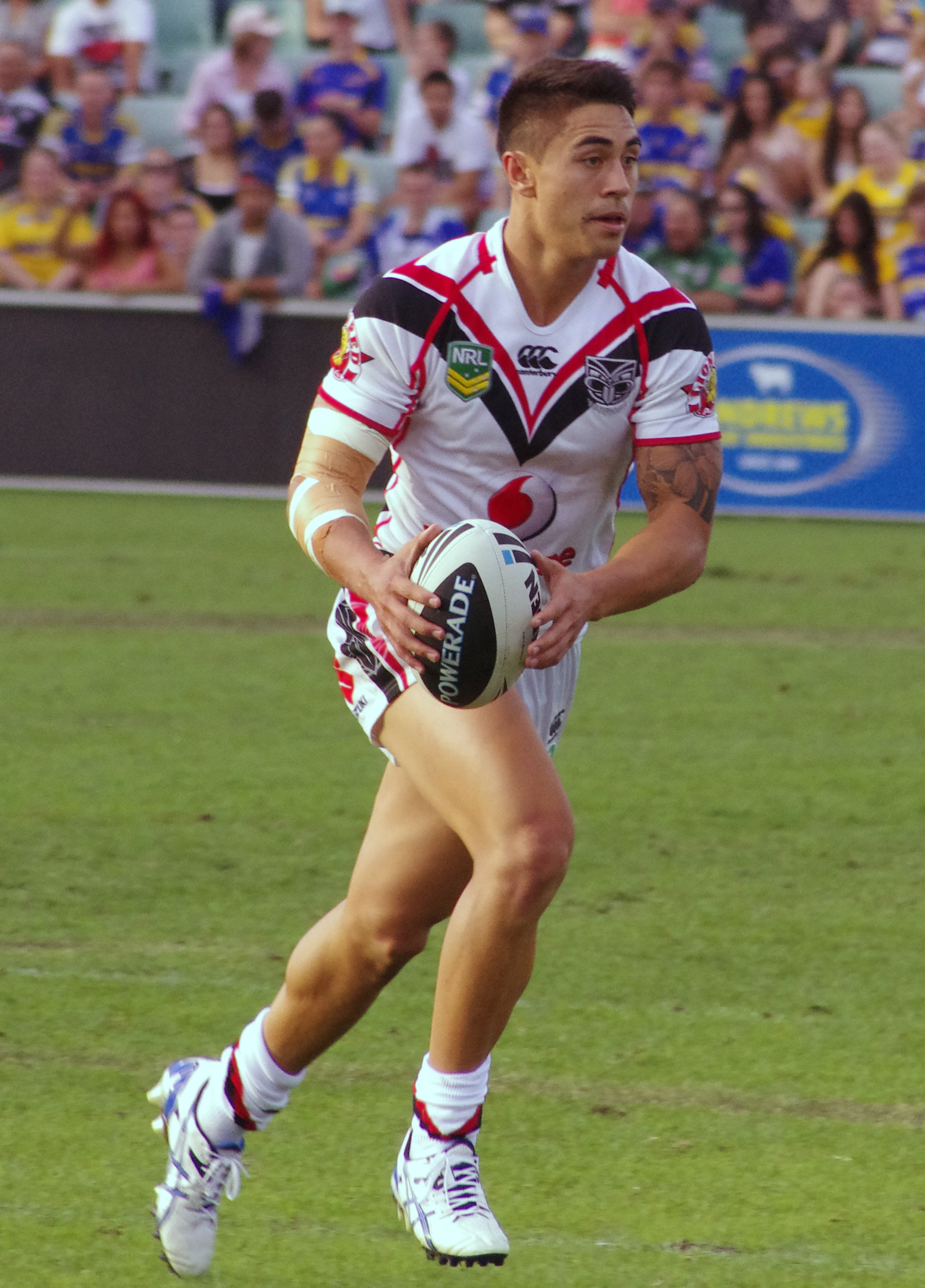
Shaun Johnson, auteur de l'essai décisif contre l'Angleterre.

- Nouvelle-Zélande : 3 essais de Tuivasa-Sheck (33e, 48e), Johnson (79e) ; 2 transformations de Johnson (33e, 79e) ; 2 pénalités de Johnson (38e, 56e)
- Angleterre : 3 essais de O'Loughlin (17e), Watkins (60e), S. Burgess (69e) ; 2 transformations de Sinfield (17e, 69e) ; 1 pénalité de Sinfield (25e)

Évolution du score : 0-6, 0-8, 6-8, 8-8, 12-8, 14-8, 14-12, 14-18, 20-18.
Arbitre :  Ben Cummins
Dans cette première demi-finale, les deux sélections sont candidates au titre. À Wembley, devant près de 70 000 spectateurs, après une entame de match à l'avantage des Néo-Zélandais, l'Angleterre contient ces derniers. Les Anglais sont les premiers à marquer par Sean O'Loughlin transformé par Kevin Sinfield, ce dernier ajoutant deux autres points sur une pénalité, l'Angleterre mène alors 8 à rien après 30 minutes de jeu. Toutefois, les Néo-Zélandais parviennent à revenir à hauteur avant la mi-temps grâce à un essai de Roger Tuivasa-Sheck sur une chistera de Dean Whare transformé par Shaun Johnson qui ajoute également deux autres points de pénalité. Au retour des vestiaires, les Kiwis mènent pour la première fois du match sur un second essai de Tuivasa-Sheck avec un score de 12 à 8. La fin de match est à l'avantage des Anglais qui marquent à la 60e minute un essai par Kallum Watkins puis à la 69e minute par Sam Burgess, où seule une pénalité de Johnson à la 56e permet à la Nouvelle-Zélande de coller au score. Alors qu'il ne reste que trente secondes à jouer, George Burgess est coupable d'un placage haut sur Sonny Bill Williams, les Kiwis jouent rapidement la pénalité à la main et égalisent à la dernière seconde 18 partout par Johnson, ce dernier transforme son essai pour un score de 20 à 18 et envoie la sélection néo-zélandaise en finale défendre son titre, laissant le public totalement sidéré.

##### Australie - Fidji
(mt : 34 - 0)
Homme du match :  Johnathan Thurston
Points marqués :

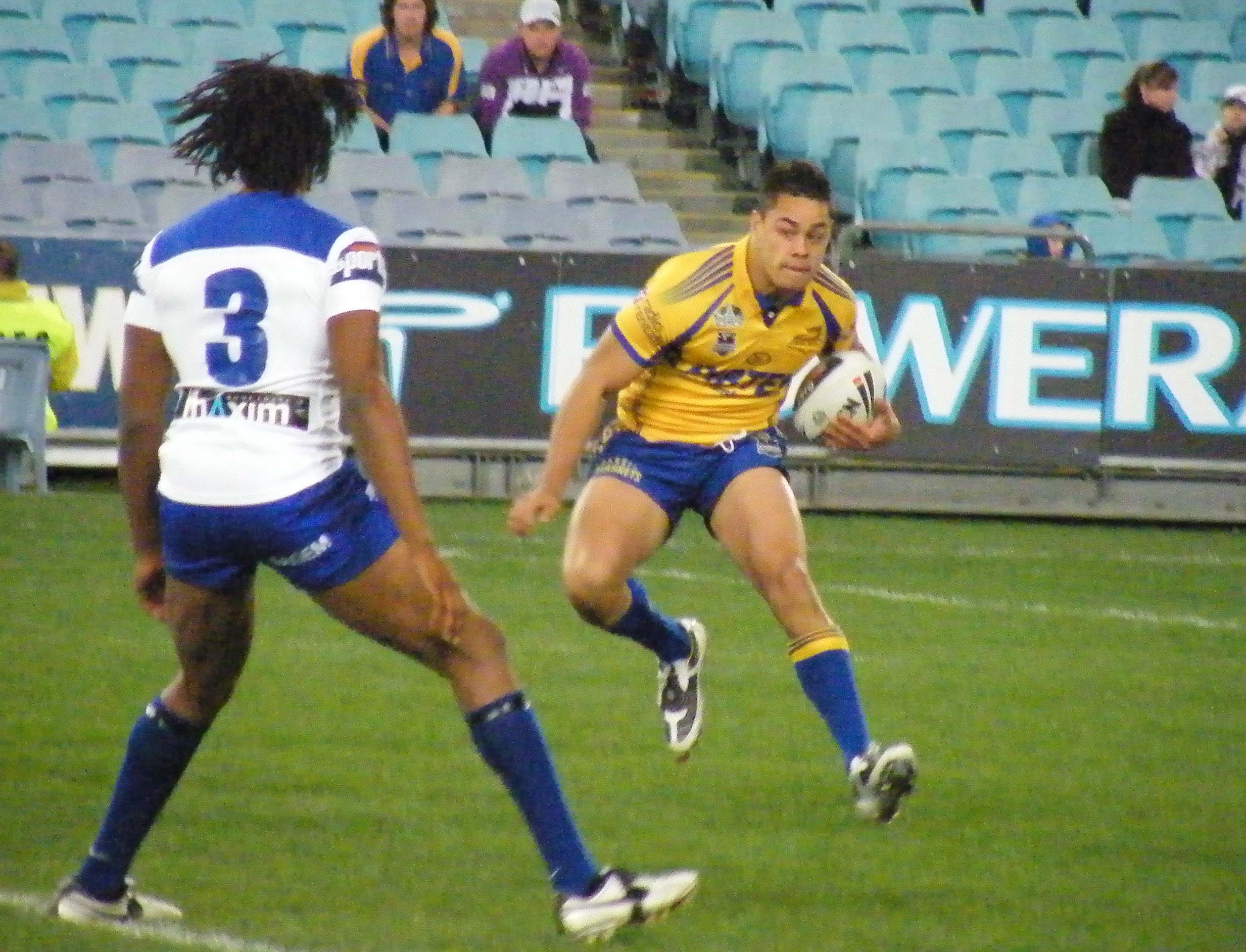
Auteur de trois essais, Jarryd Hayne est l'un des artisans de la victoire australienne.

- Australie : 11 essais de Thurston (9e), Boyd (15e, 59e), Cronk (19e), Hayne (22e, 37e, 68e), Papalii (35e), Tamou (53e), B. Morris (72e), Fifita (79e) ; 10 transformations de Thurston (9e, 19e, 22e, 35e, 37e, 53e, 59e, 68e, 72e, 79e)
- Fidji :

Évolution du score : 6-0, 10-0, 16-0, 22-0, 28-0, 34-0, 40-0, 46-0, 52-0, 58-0, 64-0
Arbitre :  Richard Silverwood
Dans un match à sens unique, l'Australie a aligné son équipe type pour s'imposer 64 à rien contre les Fidji. De nombreux joueurs Australiens se sont mis en évidence à commencer par Jarryd Hayne (qui évoluait sous le maillot des Fidji en 2008) auteur de trois essais. Avec onze essais au total, l'Australie rejoint la Nouvelle-Zélande en finale pour une revanche de 2008. Les Fidjiens ont été dépassés à chaque accélération australienne et n'ont pu inscrire d'essai, ils quittent cependant la tête haute la compétition en rééditant la même performance qu'en 2008 en atteignant les demi-finales.

#### Finale
(mt : 2-16)
Homme du match :  Johnathan Thurston
Points marqués :

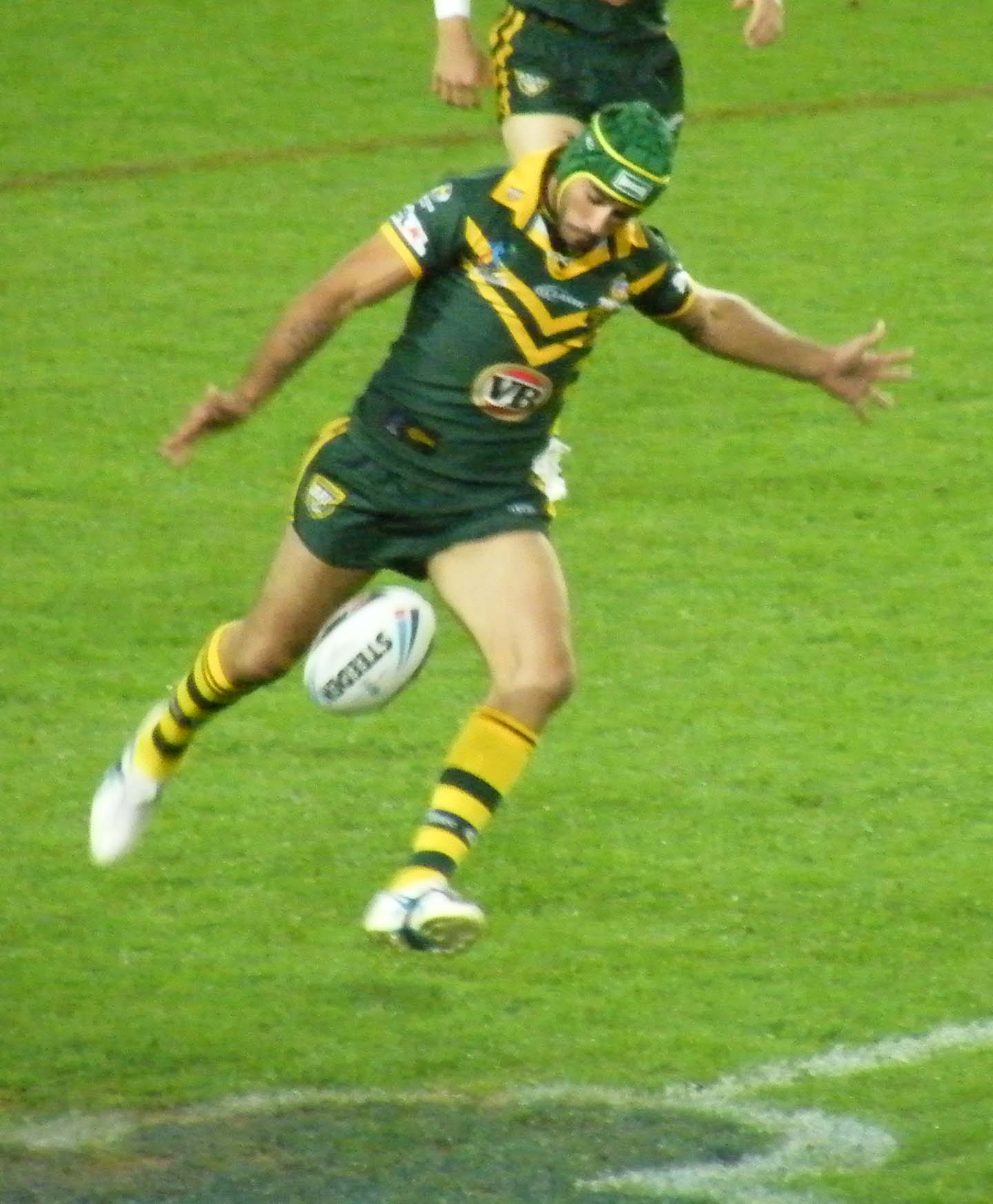
A l'occasion de cette finale, Johnathan Thurston devient le meilleur scoreur de l'histoire de la sélection australienne.

- Nouvelle-Zélande : 1 pénalité de Johnson (16e)
- Australie : 5 essais de Slater (19e, 41e), Cronk (30e), B. Morris (52e, 79e) ; 5 transformations de Thurston (19e, 30e, 41e, 52e, 79e) ; 2 pénalités de Thurston (4e, (35e)

Évolution du score : 0-2, 2-2, 2-8, 2-14, 2-16, 2-22, 2-28, 2-34
Arbitre :  Richard Silverwood
La finale est disputée le samedi 30 novembre 2013 à Old Trafford à Manchester (Angleterre) devant 74 468 spectateurs. L'Australie a l'occasion de laver l'affront néo-zélandais : les Kiwis l'avaient battue cinq ans auparavant chez elle lors de la précédente édition de la Coupe du monde. Les deux équipes ont fait un parcours sans défaite avant cette finale. Le Néo-Zélandais Sonny Bill Williams, venant d'être élu meilleur joueur de l'année, a l'occasion de réaliser un doublé Coupe du monde de rugby à XV (en 2011) et XIII. Toutefois, l'Australie réalise au cours de cette finale une partition parfaite. Elle mène 16 à 2 à la mi-temps sur des essais de Billy Slater et Cooper Cronk. En seconde période, Slater aggrave le score et les Kangourous peuvent compter sur la réussite de leur botteur Johnathan Thurston, auteur de quatorze points dans cette finale dépassant pour l'occasion le record de points inscrits en sélection australienne avec 318 points contre les 309 points de Mick Cronin. Deux autres essais de Brett Morris viennent s'ajouter pour un score final de 34 à 2. Il s'agit du dixième titre de l'histoire pour l'Australie.
| Australie            | Position         | Nouvelle Zélande          |
| -------------------- | ---------------- | ------------------------- |
| 1 Billy Slater       | Arrière          | 1 Kevin Locke             |
| 2 Brett Morris       | Ailier           | 2 Roger Tuivasa-Sheck     |
| 3 Greg Inglis        | Centre           | 3 Dean Whare              |
| 4 Jarryd Hayne       | Centre           | 4 Bryson Goodwin          |
| 5 Darius Boyd        | Ailier           | 5 Manu Vatuvei            |
| 6 Johnathan Thurston | Demi d'ouverture | 6 Kieran Foran            |
| Cooper Cronk         | Demi de mêlée    | 7 Shaun Johnson           |
| 8 Matt Scott         | Pilier           | 8 Jared Waerea-Hargreaves |
| 9 Cameron Smith (c)  | Talonneur        | 9 Issac Luke              |
| 10 James Tamou       | Pilier           | 10 Jesse Bromwich         |
| 11 Greg Bird         | Deuxième ligne   | 13 Simon Mannering (c)    |
| 12 Sam Thaiday       | Deuxième ligne   | 12 Sonny Bill Williams    |
| 13 Paul Gallen       | Troisième ligne  | 17 Elijah Taylor          |
| 14 Daly Cherry-Evans | Remplaçant       | 14 Frank-Paul Nu'uausala  |
| 15 Josh Papalii      | Remplaçant       | 15 Sam Kasiano            |
| 16 Andrew Fifita     | Remplaçant       | 16 Ben Matulino           |
| 17 Corey Parker      | Remplaçant       | 19 Alex Glenn             |
| Tim Sheens           | Entraineur       | Stephen Kearney           |

## Bilan de la Coupe du monde

### Joueurs en évidence

#### Meilleurs marqueurs d'essais

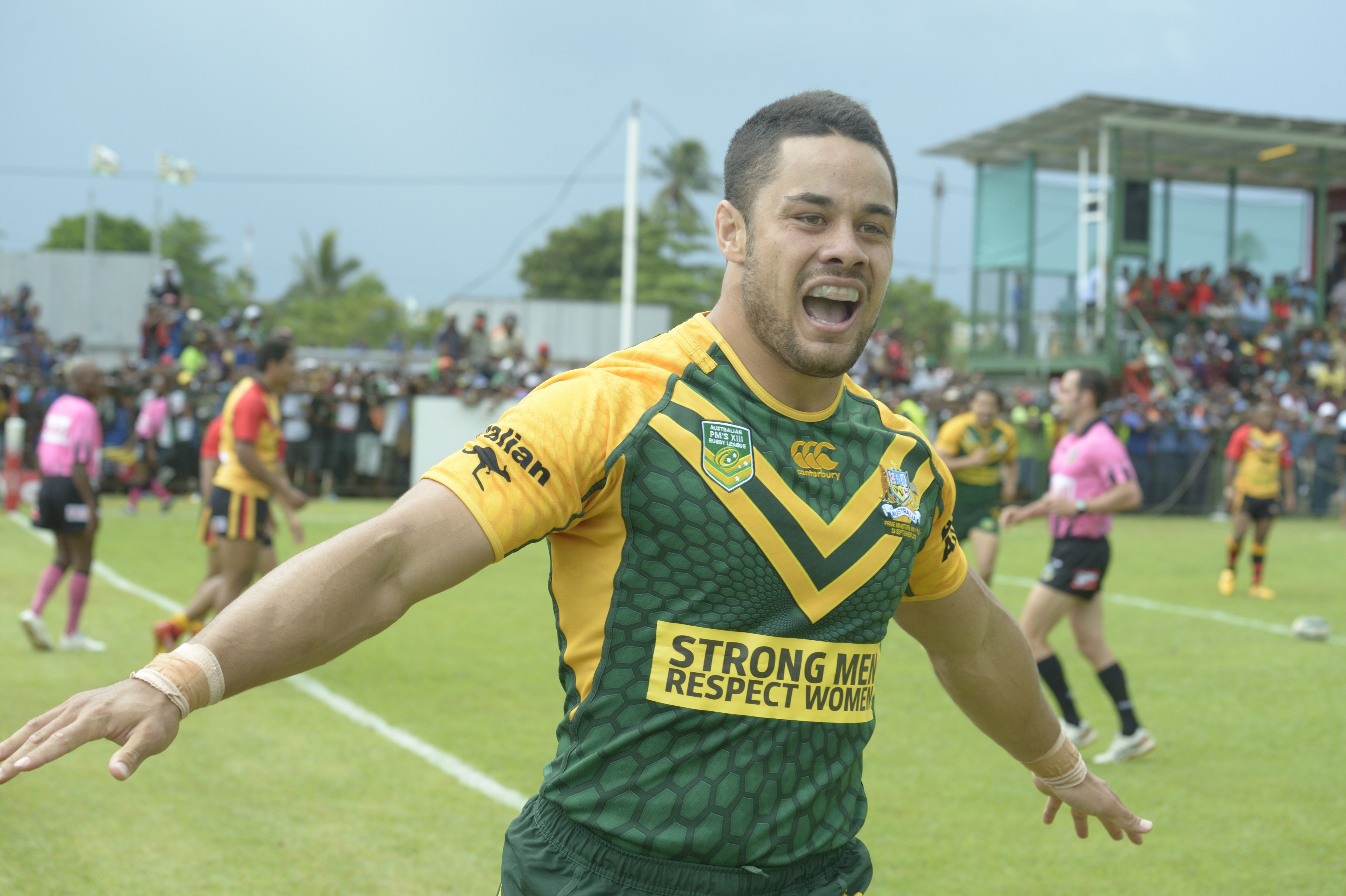
Jarryd Hayne
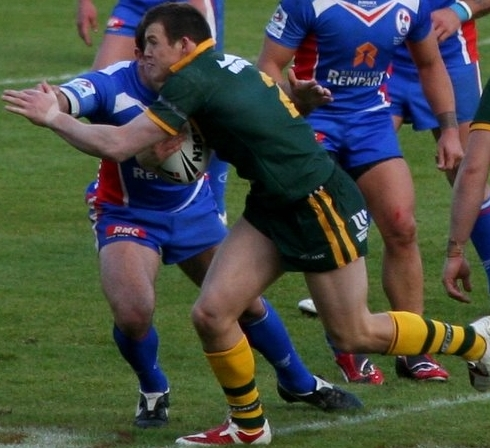
Brett Morris
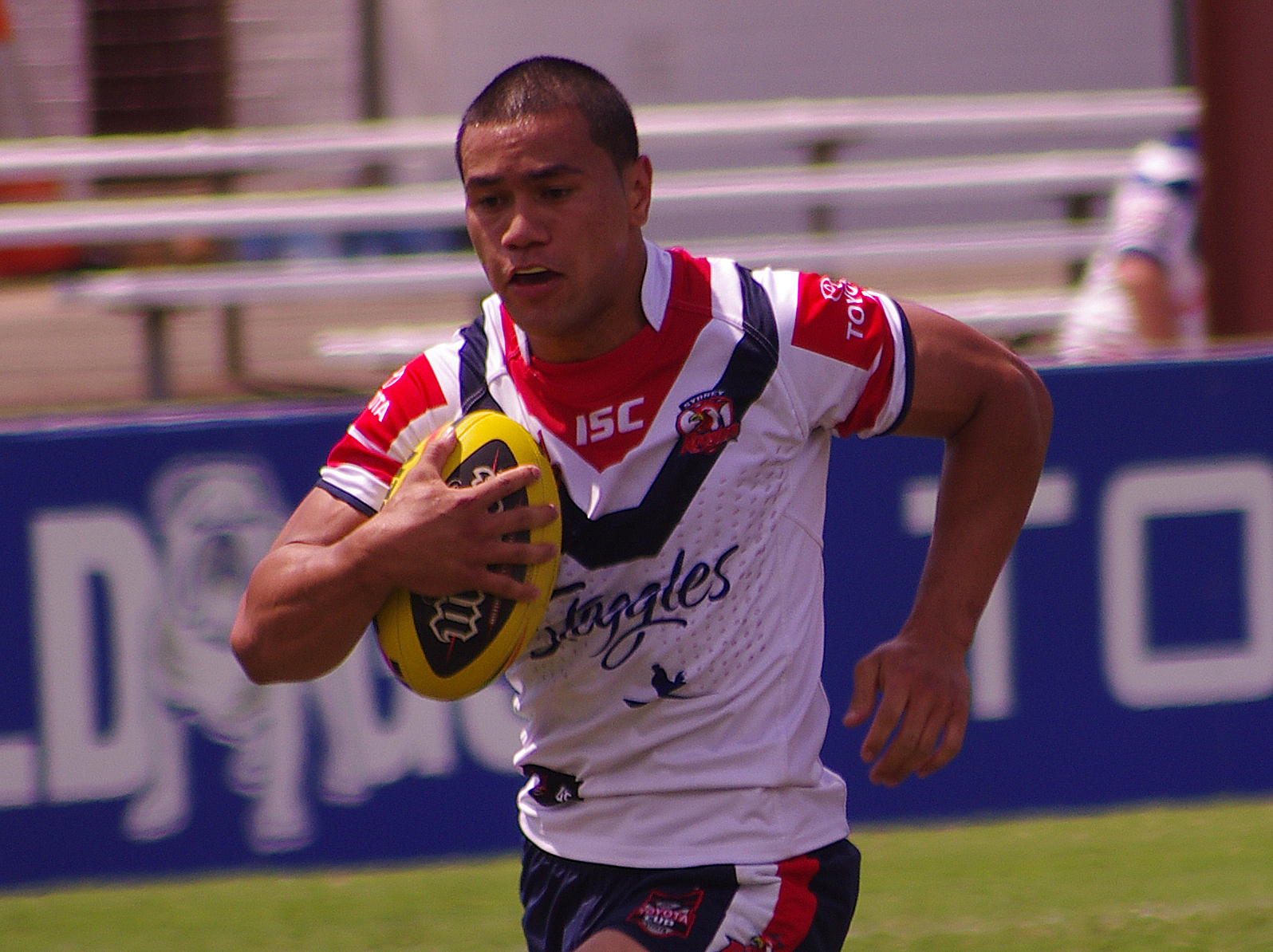
Roger Tuivasa-Sheck
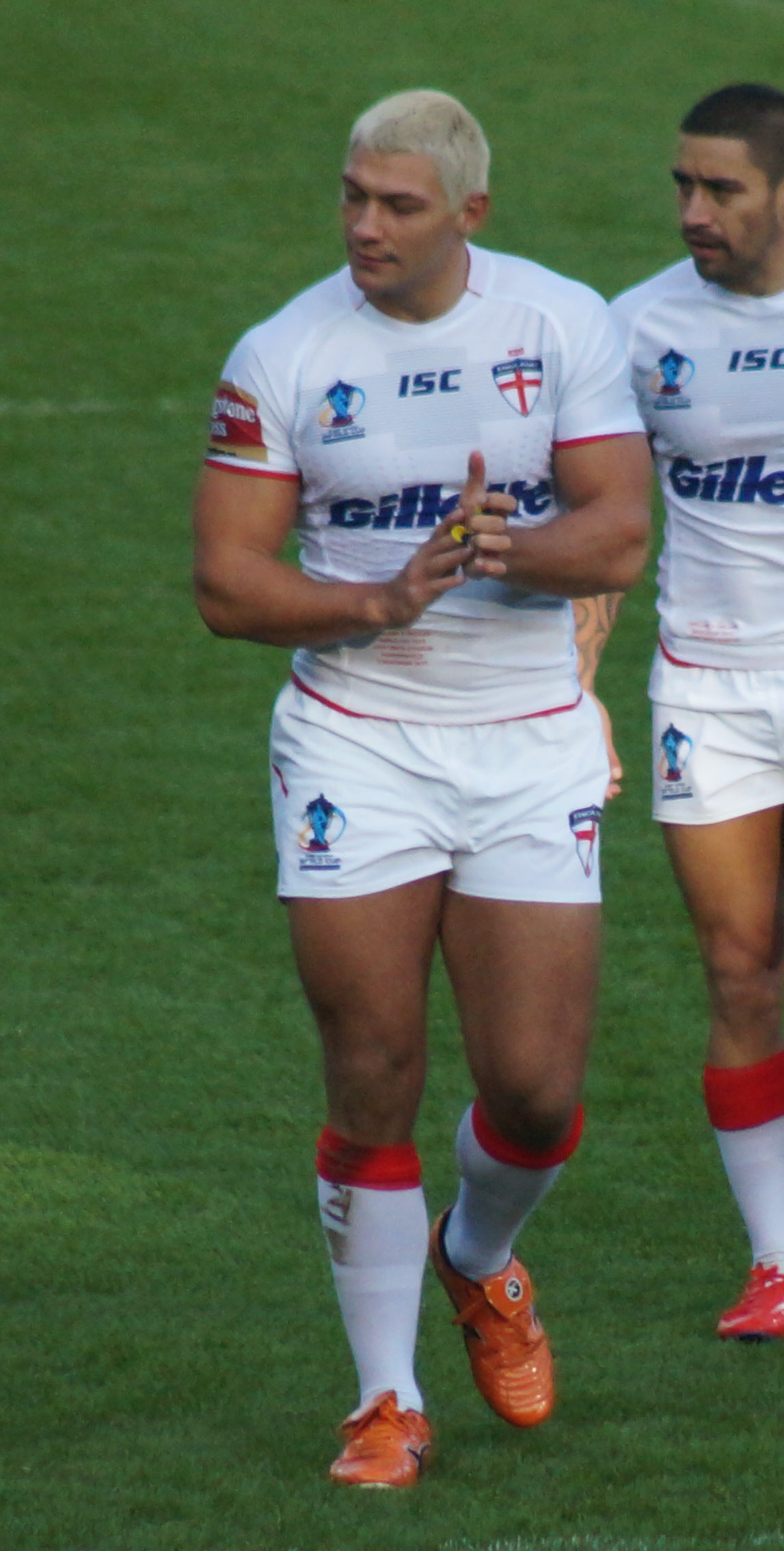
Ryan Hall
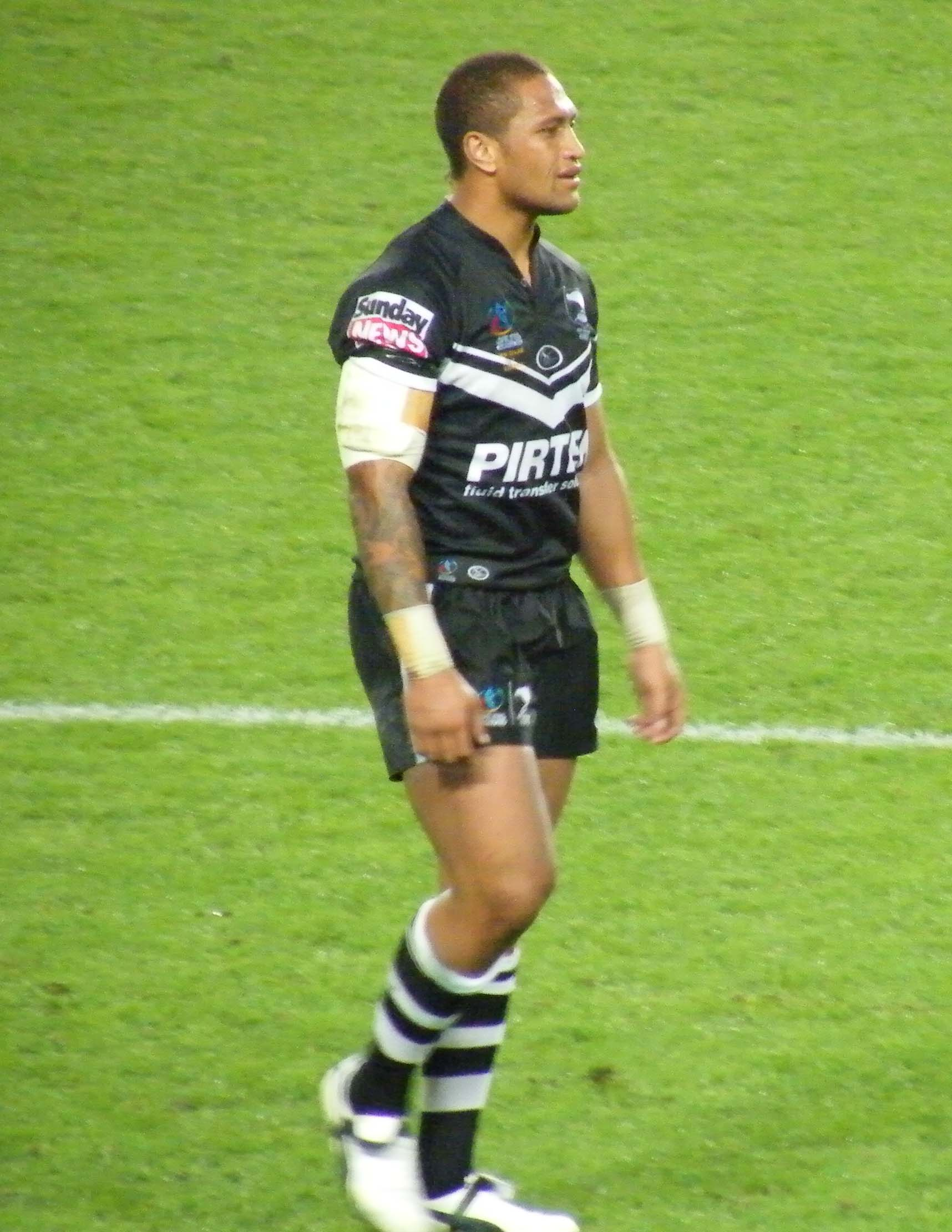
Manu Vatuvei

| Rang | Joueur              | Équipe           | Essais | MJ |
| ---- | ------------------- | ---------------- | ------ | -- |
| 1    | Jarryd Hayne        | Australie        | 9      | 5  |
|      | Brett Morris        | Australie        | 9      | 5  |
| 3    | Roger Tuivasa-Sheck | Nouvelle-Zélande | 8      | 6  |
|      | Ryan Hall           | Angleterre       | 8      | 5  |
| 5    | Cooper Cronk        | Australie        | 5      | 5  |
|      | Antonio Winterstein | Samoa            | 5      | 4  |
| 7    | Darius Boyd         | Australie        | 4      | 5  |
|      | Billy Slater        | Australie        | 4      | 4  |
|      | Bryson Goodwin      | Nouvelle-Zélande | 4      | 6  |
|      | Manu Vatuvei        | Nouvelle-Zélande | 4      | 4  |
|      | Shaun Johnson       | Nouvelle-Zélande | 4      | 6  |
|      | Matthew Russell     | Écosse           | 4      | 4  |
|      | Christiaan Roets    | Pays de Galles   | 4      | 2  |

#### Meilleurs scoreurs

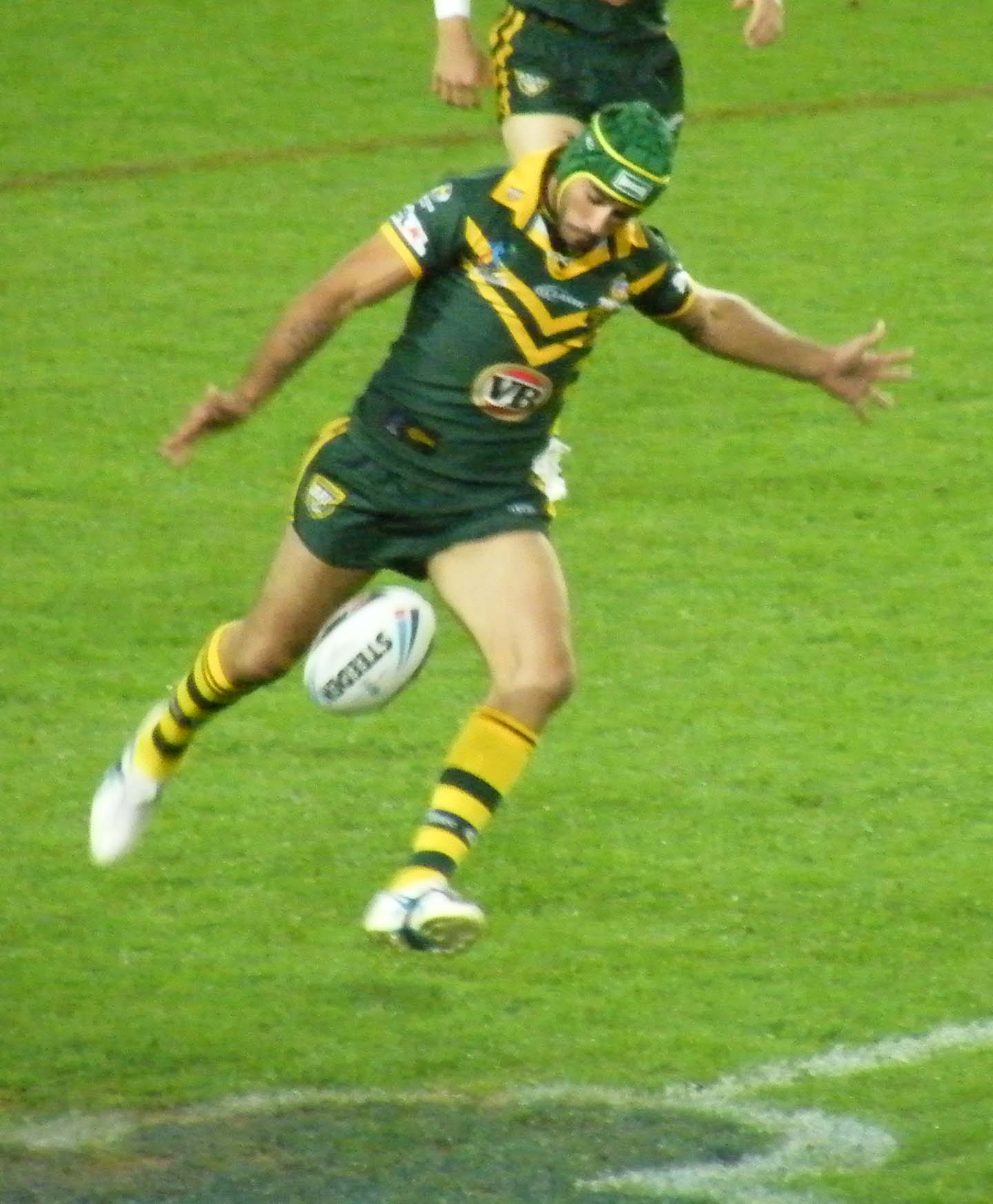
Johnathan Thurston
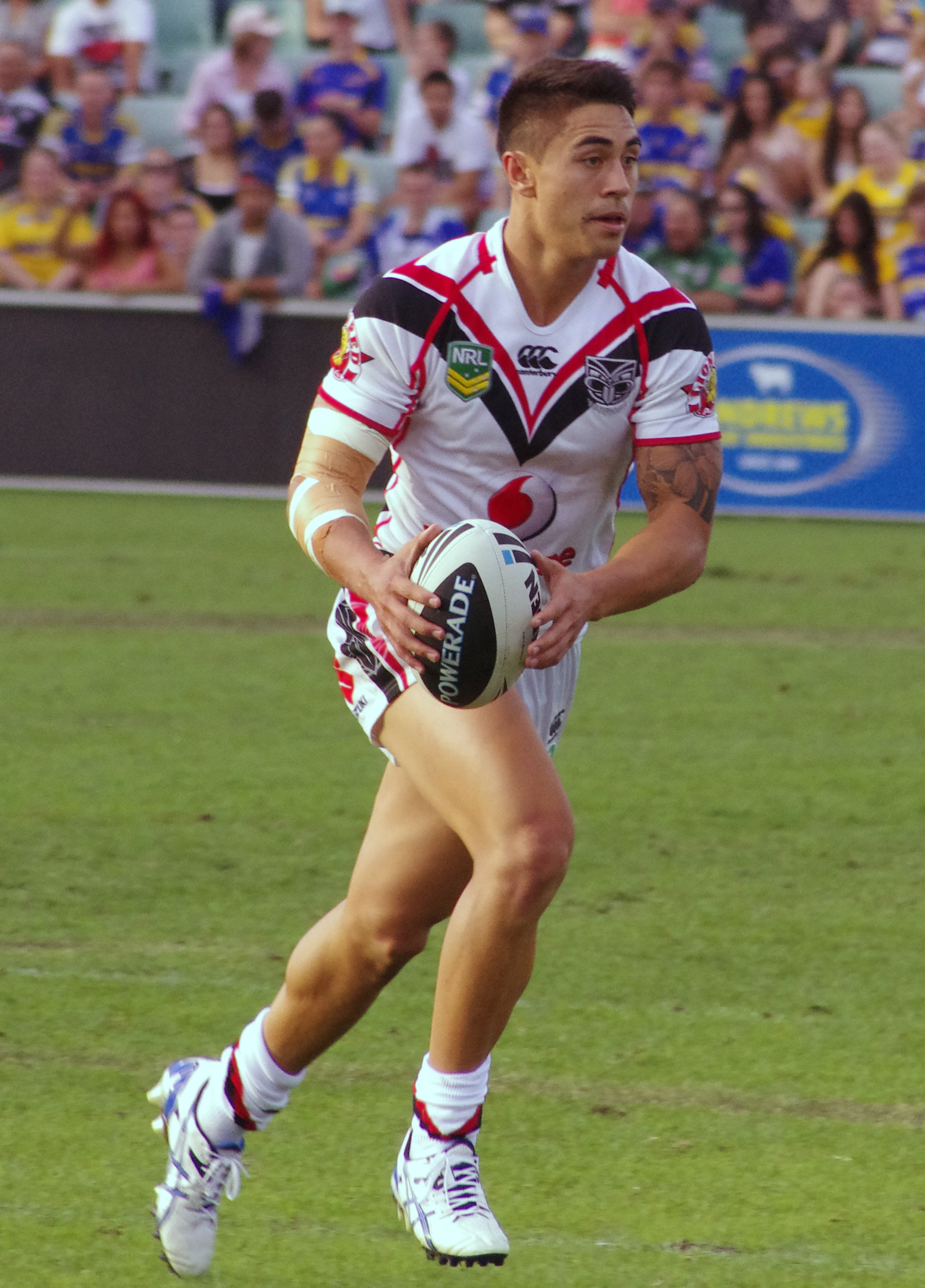
Shaun Johnson
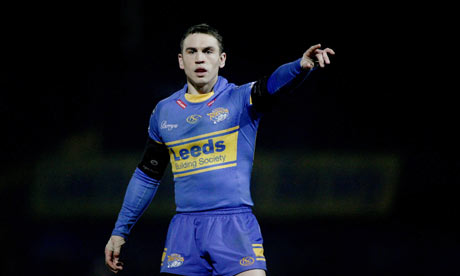
Kevin Sinfield
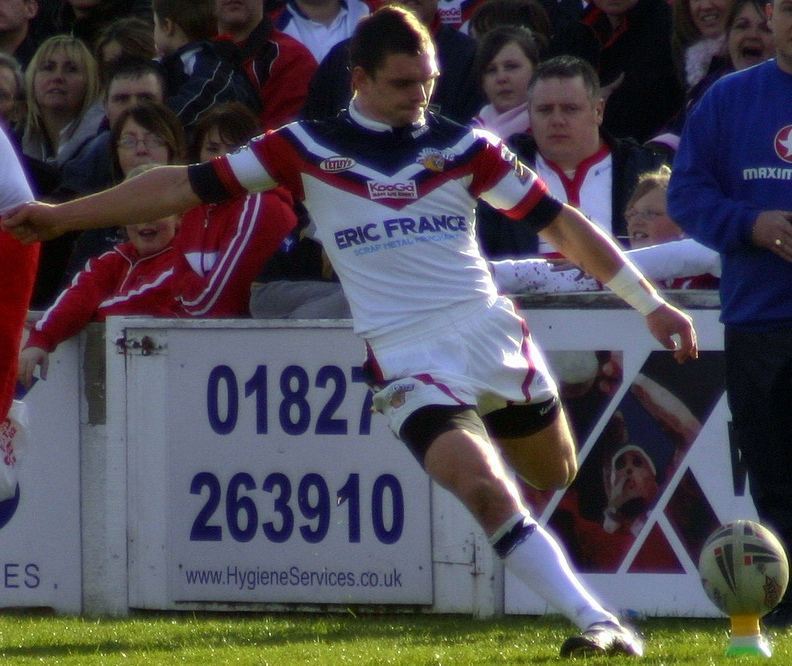
Danny Brough
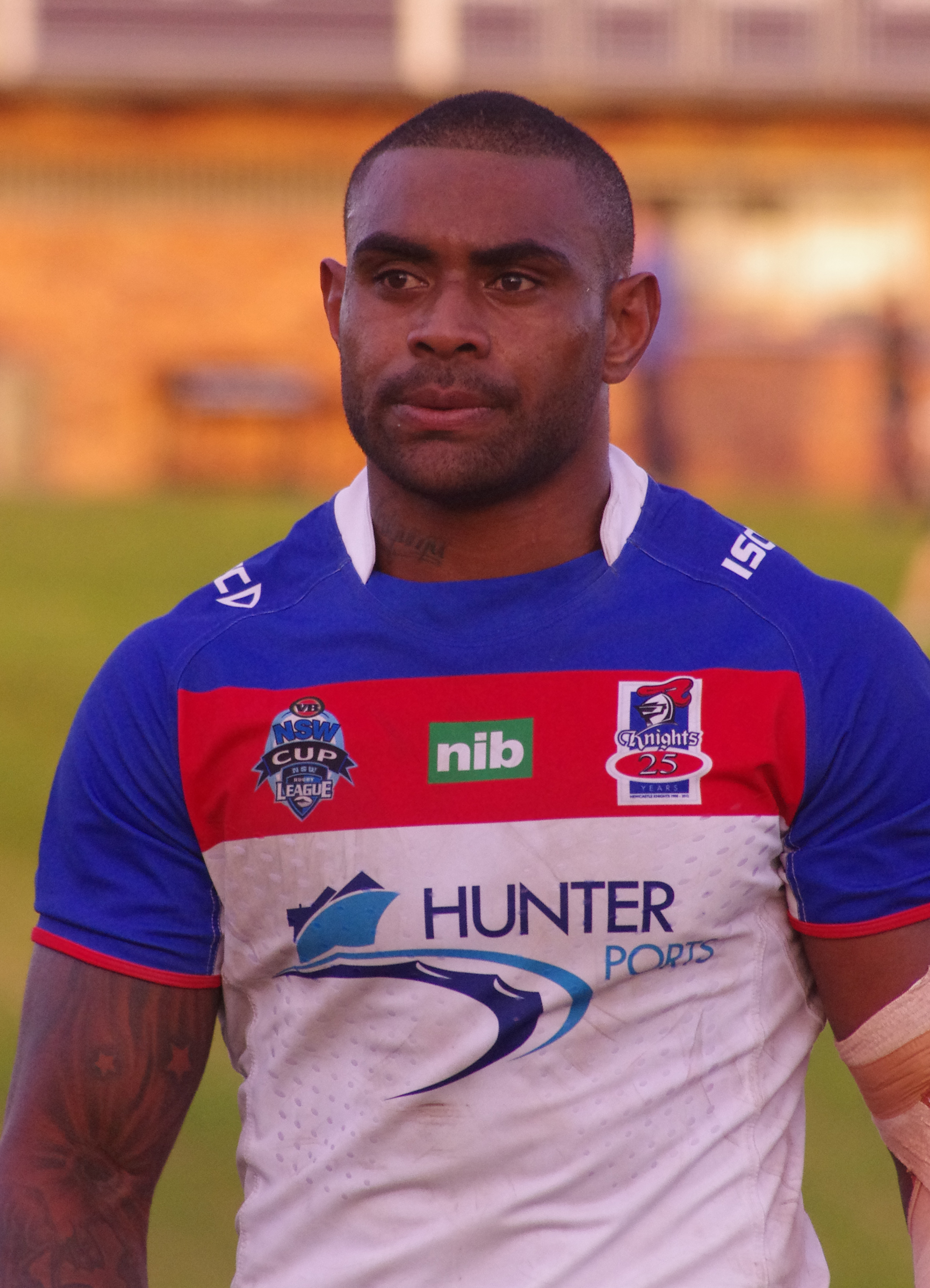
Wes Naiqama

| Rang | Joueur              | Club             | Points | Essais | Transf. | Pén. | Drops | MJ |
| ---- | ------------------- | ---------------- | ------ | ------ | ------- | ---- | ----- | -- |
| 1    | Shaun Johnson       | Nouvelle-Zélande | 78     | 4      | 30      | 3    | -     | 6  |
| 2    | Johnathan Thurston  | Australie        | 74     | 2      | 33      | 2    | -     | 5  |
| 3    | Kevin Sinfield      | Angleterre       | 40     | -      | 19      | 1    | -     | 5  |
| 4    | Jarryd Hayne        | Australie        | 36     | 9      | -       | -    | -     | 5  |
|      | Brett Morris        | Australie        | 36     | 9      | -       | -    | -     | 5  |
| 6    | Danny Brough        | Écosse           | 32     | -      | 13      | 3    | -     | 4  |
|      | Ryan Hall           | Angleterre       | 32     | 8      | -       | -    | -     | 5  |
|      | Roger Tuivasa-Sheck | Nouvelle-Zélande | 32     | 8      | -       | -    | -     | 5  |
|      | Wes Naiqama         | Fidji            | 32     | 1      | 11      | 4    | -     | 4  |
| 10   | Anthony Milford     | Samoa            | 26     | 1      | 10      | 1    | -     | 4  |

### Bilan sportif
L'Australie récupère le trophée perdu en 2008 en prenant sa revanche sur la Nouvelle-Zélande qui les avait battus à Brisbane. Il s'agit du dixième titre australien en Coupe du monde (1957, 1968, 1970, 1975, 1977, 1988, 1992, 1995, 2000 et 2013) et confirme ainsi sa suprématie sur le monde du rugby à XIII. Emmenée par Johnathan Thurston (qui devient le meilleur scoreur de l'histoire de sa sélection) et son capitaine Cameron Smith, l'Australie a dominé tous ses adversaires et y est restée invaincue. Jarryd Hayne, Brett Morris, Cooper Cronk, Darius Boyd et Billy Slater figurent au top 10 des meilleurs marqueurs d'essai de la compétition. Ils ont laissé peu de place au doute.
La Nouvelle-Zélande, tenante du titre, a effectué un parcours sans faute jusqu'en finale. Elle réalise un match épique en demi-finale contre le pays hôte l'Angleterre inscrivant un essai à la dernière minute pour s'imposer à Wembley 20 à 18. Cette demi-finale est considérée comme l'un des meilleurs matchs de rugby à XIII de l'histoire,,. Pour ses performances, elle a pu compter sur son arrière Shaun Johnson, Roger Tuivasa-Sheck (auteur de huit essais), Manu Vatuvei, et notamment son paquet d'avants emmené par Jared Waerea-Hargreaves.
L'Angleterre est passé tout près d'une finale. Battue deux fois dans cette Coupe du monde par l'Australie en match d'ouverture et la Nouvelle-Zélande en demi-finale, l'Angleterre a démontré qu'elle pouvait rivaliser avec les deux nations de l'hémisphère sud. Sam Burgess (joueur du match en demi-finale), George Burgess (élu meilleur espoir mondial du rugby à XIII), Kevin Sinfield, Sam Tomkins et Ryan Hall (auteur de huit essais) ont été les plus en vue. Elle a assumé toutefois son rôle de leadership sur le continent européen. Cependant, l'écart entre les trois nations, l'Australie, la Nouvelle-Zélande et l'Angleterre, semble encore important avec les autres sélections.
L'autre demi-finaliste sont les Fidji, rééditant leur performance de 2008. Bien qu'ils n'aient pas existé en demi-finale contre l'Australie, les Fidji sont parvenus à atteindre la demi-finale en écartant les Samoa, leurs voisins du Pacifique. Les Fidji comptent de nombreux joueurs en National Rugby League, à l'instar des autres îles du Pacifique (Samoa, Îles Cook, Tonga), tels que Wes Naiqama ou Ashton Sims et leur ailier Akuila Uate.
Deux quarts de finaliste ont été inattendus à ce niveau. Tout d'abord, les États-Unis qui ont écarté les Îles Cook et le pays de Galles en phase de poule, ensuite l'Écosse de Danny Brough a réussi à passer l'obstacle des Tonga et de l'Italie. En revanche, en quart de finale, ils ont mesuré l'écart entre eux et l'Australie et la Nouvelle-Zélande.
Le dernier quart de finaliste, la France, a effectué des débuts compliqués mais est parvenue à s'extirper de son groupe avant d'être battue en quart par l'Angleterre. Elle doit sa présence en phase finale à sa victoire contre la Papouasie-Nouvelle-Guinée.
Les Papous sont l'une des déceptions de cette Coupe du monde. Battus à trois reprises, les Papous ne sont pas parvenus à se qualifier pour les quarts de finale dont c'était l'objectif. Le constat est le même pour le pays de Galles (demi-finaliste en 2000) qui a connu trois défaites en autant de matchs.
Les Tonga et l'Italie, bien que non présents en quart de finale, ont fourni de belles prestations, tous deux ont été tenus en échec par l'Écosse. Enfin les îles Cook, bien qu'elles aient battu le pays de Galles, avaient enterré toute chance d'aller en quart après leurs défaites contre les États-Unis et les Tonga.

### Bilan économique et popularité
Pour beaucoup d'observateurs, la Coupe du monde est une réelle réussite populaire et économique. Près de 45 000 spectateurs au Millenium de Cardiff au match d'ouverture, 67 000 spectateurs en demi-finale à Wembley et plus de 75 000 spectateurs à Old Trafford en finale assoient le caractère populaire de l'événement, les matchs en France ont été disputés à guichets fermés. Le directeur du tournoi, Nigel Wood, parle également d'un réel succès populaire avec des stades pleins et des audiences télévisuelles élevées. Il souligne l'importance d'une compétition qui se déroule à intervalle régulier à l'avenir. En tout, ce sont plus de 450 000 spectateurs en audience cumulée dans les stades soit une moyenne de 16 000 spectateurs par match (sept matchs ont été joués à guichets fermés), et cela bien que la Coupe du monde ait pris place dans vingt-et-un stades différents entre l'Angleterre, la France, le pays de Galles et l'Irlande. Il se réjouit également de la réussite des demi-finales à Wembley et de la finale à Old Trafford. Le match entre l'Angleterre et les Fidji a attiré 2,4 millions de téléspectateurs en Angleterre sur la BBC soit quatre fois plus que le match disputé au même horaire en rugby à XV entre l'Angleterre et l'Argentine. La demi-finale entre l'Angleterre et la Nouvelle-Zélande a été suivi par 2,83 millions de téléspectateurs. Chaque match était ponctué d'un tour d'honneur des équipes.
Économiquement, l'édition 2013 dégage plus de bénéfices que l'édition 2008 après une édition 2000 qui avait enregistré des pertes. Une partie des bénéfices de la Coupe du monde est consacrée aux ressources humaines au sein de la fédération internationale et une partie redistribuée entre chacune des dix-sept pays membres sous forme de subventions. Le bénéfice est estimé entre 5 et 6 millions de dollars australiens. Les petites fédérations naissantes, que sont l'Italie ou les États-Unis, avaient demandé à leurs joueurs de jouer gratuitement à la Coupe du monde. La présence de joueurs non rémunérés et venus gratuitement tel que Peter Wallace pour l'Écosse participe au caractère populaire de l'événement. La nécessité de mettre en place un calendrier international semble le grand défi à l'avenir. Il est ainsi étudié la possibilité de revoir l'organisation du Tournoi des Quatre nations pour l'élargir à six équipes.

## Médias
| Pays                               | Chaînes retransmettant toutes le rencontres |
| ---------------------------------- | ------------------------------------------- |
| Australie                          | 7mate                                       |
| France                             | BeIn Sport                                  |
| Irlande                            | Setanta Sports 1                            |
| Afrique du Nord et le Moyen-Orient | OSN                                         |
| Nouvelle-Zélande                   | Sky Sport                                   |
| Papouasie-Nouvelle-Guinée          | EM TV                                       |
| Royaume-Uni                        | Premier Sports*                             |